# Abbazia degli uomini
L'Abbazia degli uomini (in francese: Abbaye aux Hommes) è, insieme con l'Abbazia delle donne, una delle due grandi abbazie fondate da Guglielmo il Conquistatore a Caen. Sorge a ovest del centro della città, nel quartiere di Bourg-l'Abbé. Trasformata in liceo nel XIX secolo, ospita dagli anni 1960 il municipio. L'abbazia è un grande complesso architettonico costruito tra l'XI e il XVIII secolo. Dal 1840 è classificata Monumento storico di Francia.

## Storia

### Le origini
Tra il I e il III secolo, sull'attuale sede dell'abbazia sorgeva un borgo, situato in prossimità di una strada romana che collegava Augustodurum (l'attuale Bayeux) a Noviomagus Lexoviorum (l'attuale Lisieux).
Questo borgo non era che un vicus senza funzioni politiche o amministrative, tale ruolo era infatti svolto da Aregenua (l'attuale Vieux-la-Romaine), capitale dei Viducassi, ad una quindicina di chilometri a sud di Caen. Gli scavi svolti tra il 1979 e il 1981 nella cinta della vecchia École normale hanno permesso di comprendere meglio l'organizzazione del vicus gallo-romano. Il borgo aveva una vocazione essenzialmente artigiana, come mostrano i resti di un fornace con l'annessa abitazione, una conceria con i bacini per la lavorazione delle pelli e le vestigia di un laboratorio d'ebanisteria con numerose schegge d'osso.
Durante i lavori d'ispezione della Sala delle guardie, nelle vicinanze del municipio, sono state ritrovate anche le fondazioni della cella di un fanum, il tipico tempio gallo-romano. Di pianta rettangolare (6,2 m x 5,25), la cella era costituita pietre grossolanamente squadrate e rivestite verso l'esterno di intonaco dipinto. Sembra che un frammento di muro trovato a 4,5 metri dalla cella corrisponda al peribolo del tempio.

### Dalla fondazione nell'XI secolo al declino nel XVI secolo
La costruzione dell'Abbazia degli uomini, insieme a quella delle donne, fu il prezzo di una penitenza inflitta a Guglielmo il Conquistatore da papa Niccolò II. Infatti, al fine di rafforzare i legami tra i due più potenti principati del nord della Francia, Guglielmo decise di sposare la cugina Matilde delle Fiandre, figlia di Baldovino V, conte delle Fiandre, nonostante l'esplicito divieto, a causa dell'eccessiva consanguineità degli sposi, espressa da papa Leone IX durante il concilio di Reims del 1049. Guglielmo ruppe tuttavia il divieto papale sposando la cugina nel 1053, e in cambio del perdono fondò due monasteri benedettini a Caen: l'Abbazia degli uomini, dedicata a Santo Stefano, e l'Abbazia delle donne, dedicata alla Santa Trinità. La costruzione dell'abbazia iniziò nel 1063 sotto la direzione di Lanfranco di Pavia mentre la realizzazione della chiesa cominciò nel 1065 per essere consacrata il 13 settembre 1077. La rapidità d'esecuzione si spiega con la recente conquista dell'Inghilterra, e dunque con la conseguente disponibilità finanziaria, ma soprattutto con la presenza nelle vicinanze di cave di pietra a cielo aperto.
In particolare il materiale usato è la cosiddetta pietra di Caen, un calcare giurassico giallo chiaro molto apprezzato come pietra da costruzione in tutta l'area normanna. Il cronista Guglielmo di Poitiers descrisse così la fondazione dell'abbazia da parte di Guglielmo il Conquistatore e le vicende che portarono Lanfranco a esserne il primo abate: «Per farlo abate del monastero di Caen, ci volle, per così dire, una pia costrizione; infatti Lanfranco rifiutava l'incarico più per timore di un rango troppo elevato che per amore d'umiltà. In seguito Guglielmo arricchì questo monastero di possedimenti, d'ori, d'argenti e di diversi ornamenti; lo fece costruire con poche spese, d'una grandezza e d'una bellezza ragionevole, e poco degna del santo martire Stefano, per le reliquie del quale doveva essere onorato e al quale doveva essere consacrato».
La guerra dei cent'anni mise l'abbazia sulla prima linea dei combattimenti. Dopo la conquista di Caen da parte dei francesi nel 1346, i religiosi ricevettero l'ordine di fortificare la cinta, visto che Santo Stefano si trovava al di fuori delle mura della città.
Tra il 1562 e il 1563, durante le guerre di religione francesi, la chiesa venne saccheggiata dalle truppe di Montgomery e in seguito abbandonata. Le vetrate, gli organi e il mobilio venne distrutto, e la stessa tomba di Guglielmo il Conquistatore, un magnifico mausoleo in marmo sormontato da un'ara ed edificato su richiesta di suo figlio Guglielmo il Rosso, fu profanato dalle truppe protestanti. I resti vennero affidati ad un monaco dell'abbazia, Michel de Semallé. Tuttavia nel 1563 una nuova incursione dei protestanti mette in fuga gli ultimi monaci, e i resti di Guglielmo vengono dispersi, ad eccezione di un solo osso messo in salvo da Charles Toustain de La Mazurie, poeta amico di Jean Vauquelin de La Fresnaye. Quest'unico osso venne riposizionato nella tomba nel 1642 dal priore Jean de Baillehache, in seguito al restauro del coro. Nel 1742 i monaci ottennero l'autorizzazione di Luigi XV a rimuovere la tomba dal santuario e a ridurla ad una semplice sepoltura ricoperta da una pietra tombale.
Nel 1566 avvenne il crollo del tiburio, che distrusse anche le volte del coro. Quest'ultimo, ormai in rovina, rischiò di venire abbattuto per ordine del Parlamento di Rouen, tuttavia il priore de Baillehache ottenne l'annullamento di tale decisione e anzi intraprese non solo la ricostruzione del coro, ma anche il restauro di tutto il complesso abbaziale, arrivando ad una nuova consacrazione della chiesa il 18 maggio 1626.

Pianta dell'abbazia nel 1684.[4]
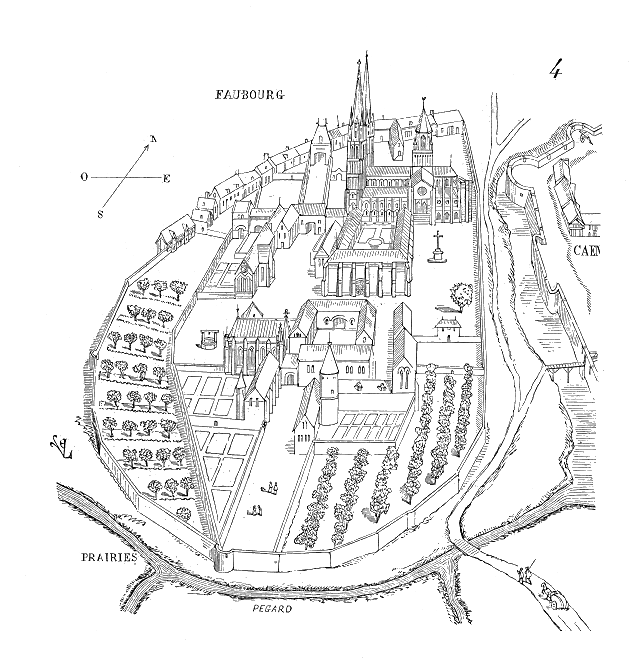
Pianta dell'abbazia nel XVII secolo

### Il rinnovamento dell'abbazia nel XVII e XVIII secolo

#### La ricostruzione in uno stile classico
Nel 1663 l'abbazia passò sotto la responsabilità della congregazione di San Mauro. Quest'ultima non si limitò a ristabilire la disciplina religiosa, ma si adoperò anche materialmente ricostruendo gli edifici conventuali ormai ridotti in rovina. Del chiostro non rimanevano che le fondazioni, le cucine erano quasi completamente distrutte e la maggior parte degli edifici era privo di copertura. I lavori di rinnovamento, diretti da fra Guillaume de Tremblaye assistito dai fratelli Bayeux, incominciarono nel 1704, ma vennero interrotti nel 1706 a causa della mancanza di fondi, per riprendere una seconda volta nel 1710. Nel 1715 morì de Tremblaye, e la direzione dei lavori passò a fra Miserey che decise di allungare l'ala degli ospiti verso sud. Nel 1727, i terreni a est dell'abbazia vennero reinterrati di 25 piedi e fu edificato un muro di sostegno a sud al fine di formare un'ampia spianata sulla quale allestire un giardino alla francese, formato da parterre, boschetti e labirinti. Tra il 1755 e il 1759 venne realizzato un nuovo alloggio abbaziale nel recinto del semenzaio, una parcella di terra compresa tra i bastioni del XIV secolo e il muro di separazione tra il recinto della
strada e quello dell'abbazia. Questa fase dei lavori terminò definitivamente nel 1764. Successivamente venne 

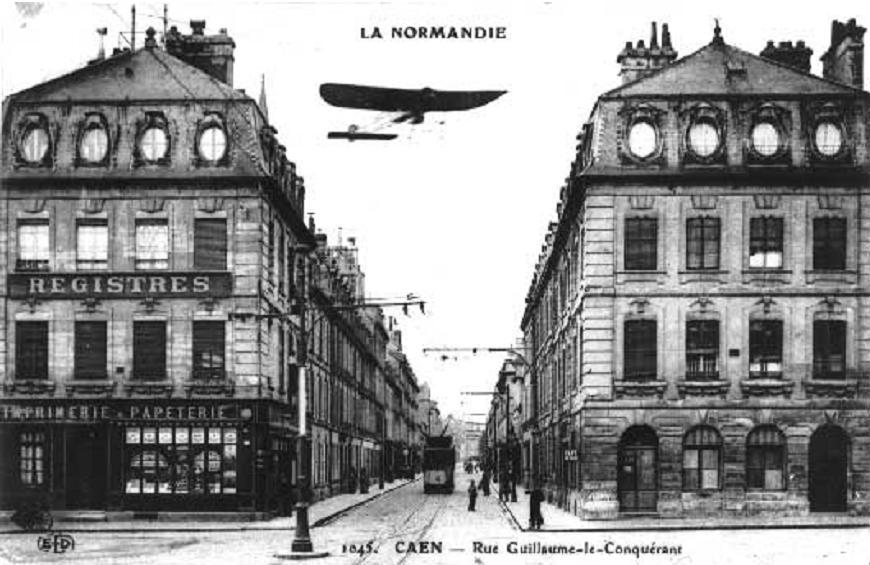
La via Guillaume-le-Conquérant, aperta attraverso il giardino dell'abbazia

proposta la costruzione di un'altra ala ad angolo parallela a quella del refettorio, proprio dove sorgeva la sala delle guardie, al fine di chiudere la corte a sud, ma i lavori non vennero mai terminati a causa all'espulsione dei monaci durante la rivoluzione francese.

#### L'integrazione dell'abbazia nel tessuto urbano

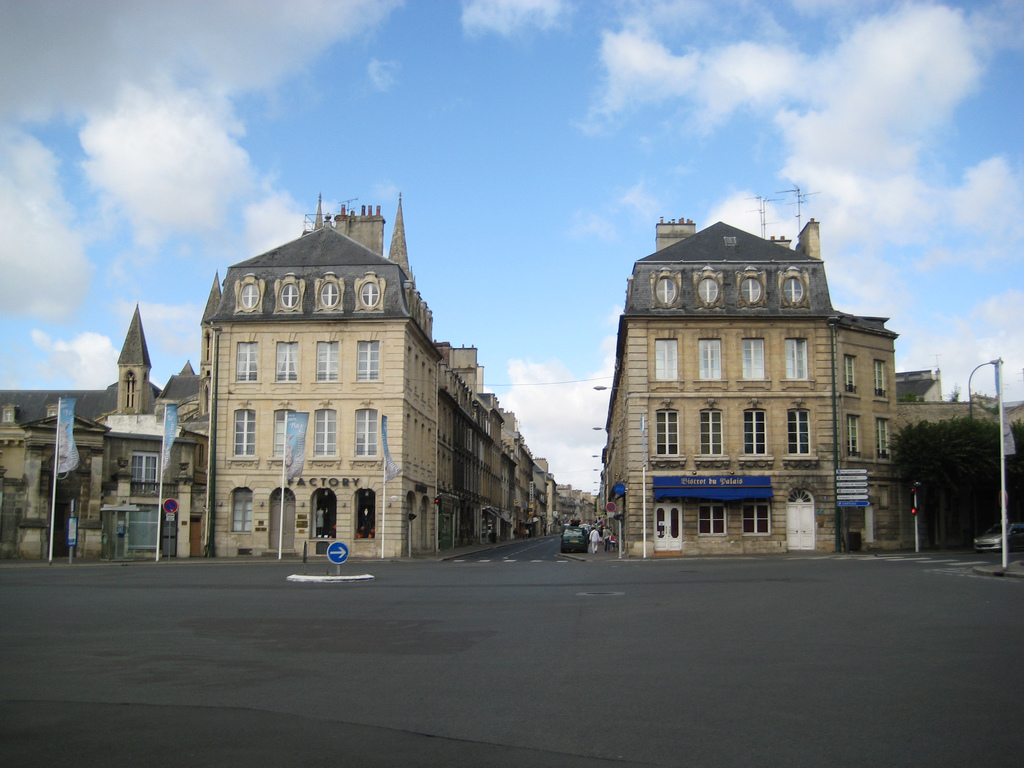
Piazza Fontette con i due palazzi gemelli

Nella seconda parte del XVIII secolo, gli urbanisti di Caen decisero di intraprendere un grande progetto di rinnovamento della città. Nel 1752 il barone de Fontette viene nominato intendente della generalità di Caen. Dotato di un forte temperamento riuscì a portare a termine molti dei suoi progetti, spesso in contrasto con quelli proposti dai responsabili all'edilizia della città. Uno dei suoi maggiori successi consistette nella creazione di un nuovo asse per deviare la circolazione della via Saint-Martin, che era lo storico punto di accesso a ovest della città (ovvero verso l'abbazia). Nel 1755. venne siglato un accordo tra comune ed abbazia al fine di aprire uno nuova via attraverso i giardini dell'abbazia, tra la piazza dei Petites Boucheries e una nuova piazza ottagonale realizzata sul sito delle vecchie fortificazioni della città e sulla quale si trovò ad avere lo sbocco la via Écuyère. La parte sud del nuovo asse, rapidamente battezzato via Saint-Benoît (oggi via Guglielmo il Conquistatore) venne assegnata ai monaci di Santo Stefano. Sulla nuova piazza, battezzata piazza Fontette, venne previsto di erigere due palazzi gemelli a mo' di ingresso della nuova via; come controparte per la costruzione del palazzo a sud, anch'esso sul terreno dell'abbazia, i monaci ottennero la proprietà dei terreni un tempo occupati dai fossati, le controscarpe e le fortificazioni della città. L'alloggio dei monaci venne terminato nel 1758 e i giardini dell'abbazia estesi fino alla nuova piazza.

### La secolarizzazione dell'abbazia nel XIX e XX secolo

#### La cacciata dei monaci e la rivoluzione
Nel 1790 i religiosi vennero cacciati dall'abbazia e le amministrazioni prefettorali e municipali presero il loro posto. Nel 1793 la chiesa di Santo Stefano divenne un tempio dedicato al Culto della Ragione. Il 12 ottobre 1800, l'Accademia delle scienze, arti e lettere di Caen, ribattezzata «liceo di Caen» dopo la fine della rivoluzione, occupò i locali dell'abbazia su ordine del generale Dugua. In seguito all'entrata in vigore del concordato del 1801, venne ristabilito il culto cattolico nell'antica abbazia, declassata però a chiesa parrocchiale, così che i religiosi non potessero farvi ritorno.
Tuttavia, nel 1810, le suore dell'Ordine della Visitazione di Santa Maria, cacciate durante la rivoluzione dal loro convento trasformato in caserma (battezzata inizialmente caserma de la Visitation, dal 1841 de la Remonte, e oggi intitolata al generale Jean Thomas Guillaume Lorge), s'installarono nell'antico alloggio abbaziale dei benedettini che era stato costruito negli anni 1750. Le suore ristrutturarono gli edifici restanti e fecero elevare una prima cappella provvisoria, seguita da una seconda chiesa, essa stessa sostituita dall'edificio attuale costruito tra il 1890 e il 1892. Le stesse realizzarono anche un grande giardino a sud del recinto del semenzaio.

#### La trasformazione in liceo

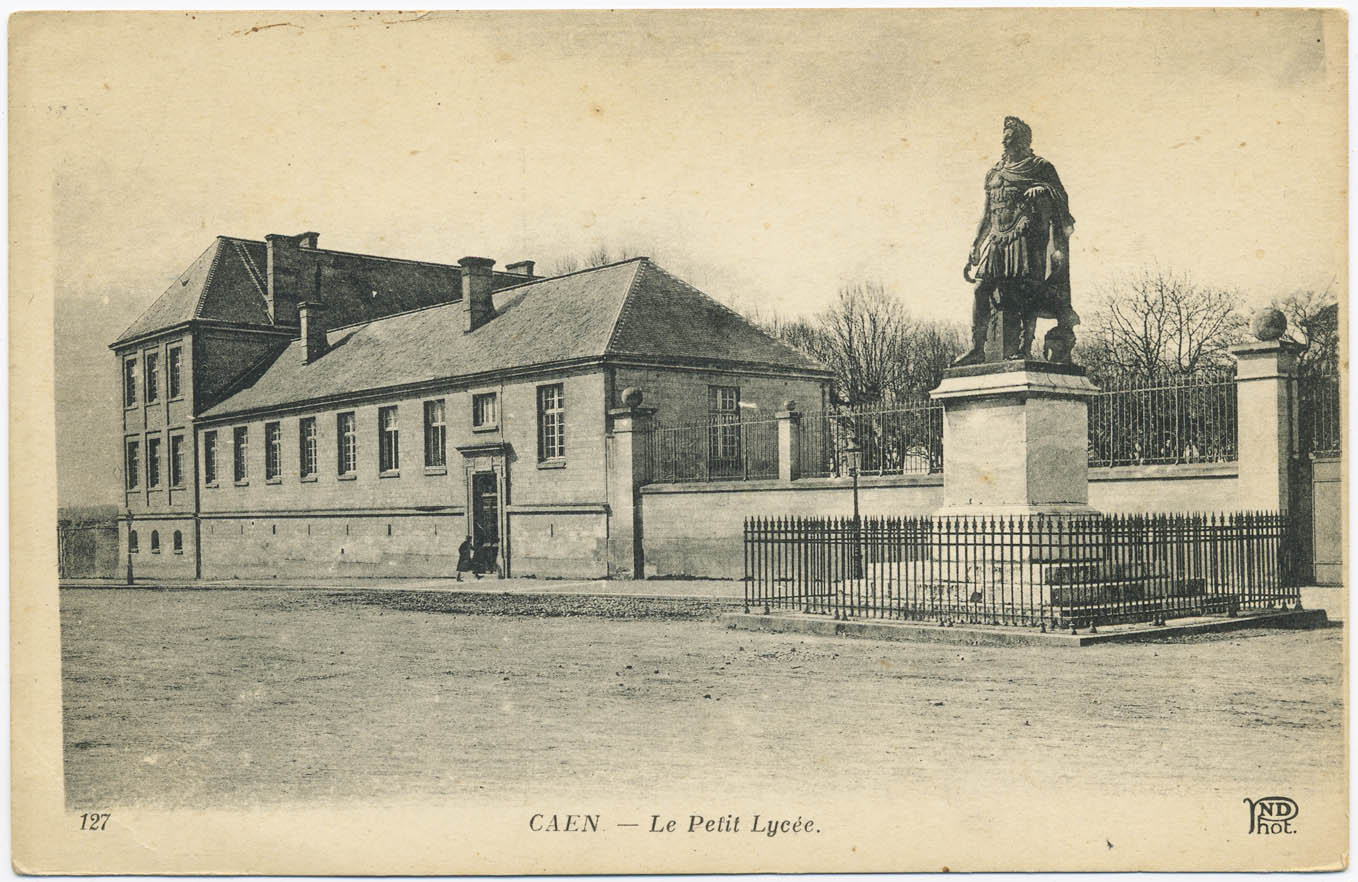
Il Piccolo Liceo, costruito nel 1885 nel giardino dell'abbazia

Il 20 luglio 1804 venne inaugurato il Liceo Imperiale (oggi Liceo Malherbe) costruito nel giardino dell'abbazia, e nel 1841 fu aggiunta una scuola elementare. Nel corso degli anni, al fine di accogliere gli allievi, l'abbazia subì importanti trasformazioni: le celle dei monaci vennero abbattute negli anni 1880. per far spazio ai dormitori, mentre già nel 1842 si terminò l'ala degli ospiti e si demolirono gli antichi alloggi abbaziali del XV secolo. Come unica testimonianza di tale struttura, nella galleria nord del chiostro rimane oggi solo lo stemma con le armi di Carlo I di Martigny, vescovo di Castres e primo abate commendatario dell'abbazia.
Nel 1810. i giardini vennero largamente amputati al fine di realizzare una piazza che collegasse piazza Fontette alla Prairie, un grande parco cittadino di 60 ettari tuttora esistente. Nella spianata si provvide a piantare ippocastani e installare una recinzione per separare il percorso dei liceali dal nuovo spazio pubblico appena creato e battezzato piazza del Parco (oggi piazza Guillouard). Nei giardini si costruirono anche due ulteriori edifici: alla fine degli anni 1820 il «corridoio delle classi» (oggi occupato dall'anagrafe). e nel 1885 il Piccolo Liceo che ospitava la scuola elementare (oggi sede della polizia municipale).

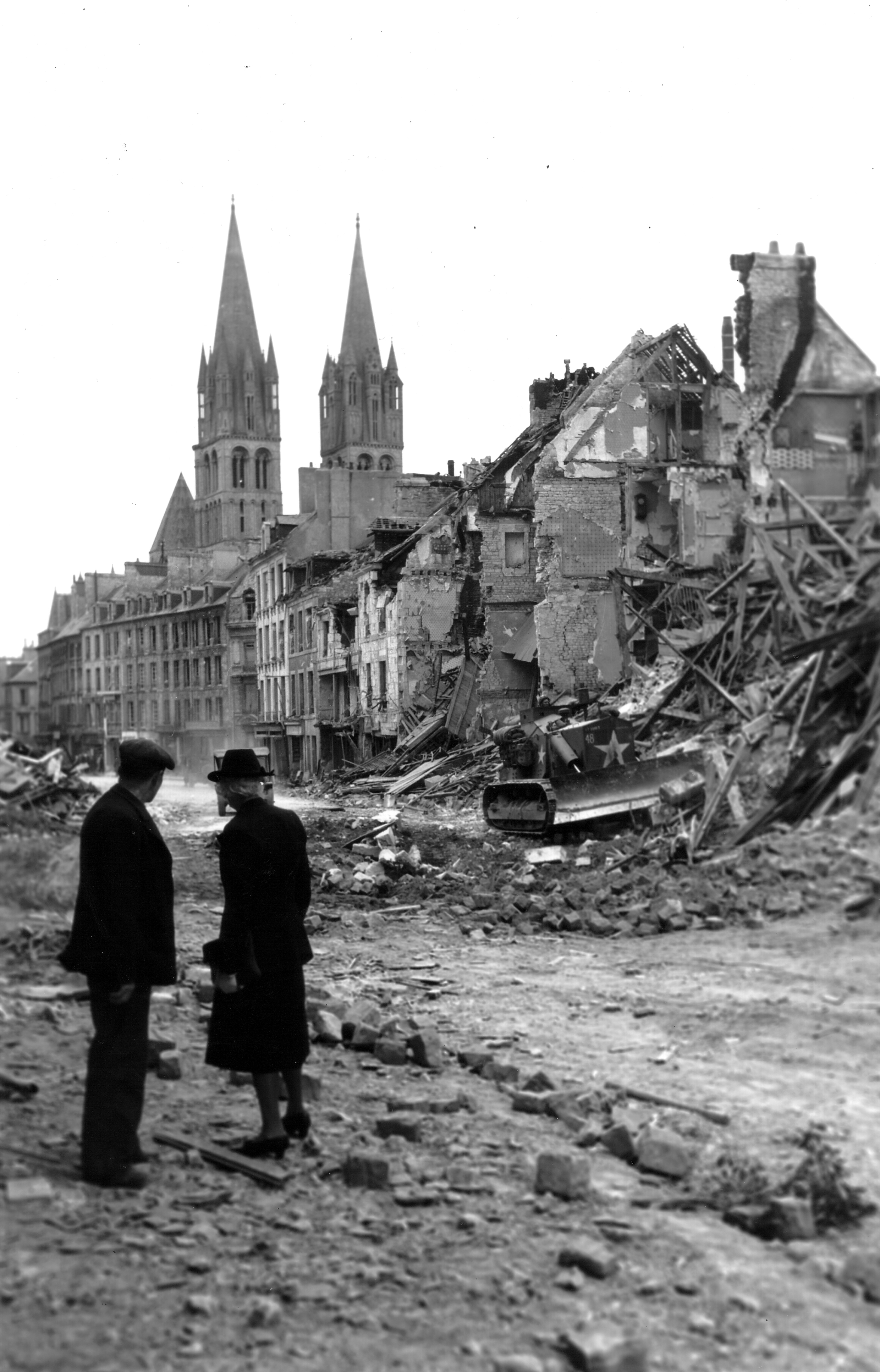
10 luglio 1944. I bulldozer canadesi sgombrano le macerie della città liberata. Sullo sfondo i due campanili di Santo Stefano sono rimasi intatti.

#### L'abbazia durante la seconda guerra mondiale
Nel 1942, in seguito a ripetuti atti di sabotaggio nei dintorni di Airan da parte della resistenza, le autorità d'occupazione decisero di prendere in ostaggio parte della popolazione come rappresaglia. La notte tra il primo e il 2 maggio 1942, e nei giorni a seguire, 120 persone, tra comunisti, sindacalisti ed ebrei, furono raccolti dalla polizia e dalla gendarmeria francese nel Piccolo Liceo, in attesa di essere inviati verso i campi di concentramento o di sterminio.
Durante la battaglia di Caen, l'antica abbazia fu trasformata in distretto sanitario, proteggendola in tal modo dai bombardamenti. Il liceo Malherbe prima, e poi la chiesa abbaziale, gli scantinati e l'antico parlatorio, divennero un centro di raccolta per gli sfollati: 3 500 persone all'inizio di luglio diventate più di 8 500 solo a metà mese. L'antica abbazia servì anche da ospedale complementare a quello principale del Bon-Sauveur di Caen. I corpi dei pazienti deceduti vennero accatastati nel corridoio delle classi e si rese necessario scavare un cimitero provvisorio nel parco. Joseph Poirier, direttore della difesa civile e dei centri di raccolta, diresse le operazioni dall'abbazia, visto che il palazzo del municipio in piazza della Repubblica era stato distrutto. Il 9 luglio le truppe anglo-canadesi entrarono in città e i responsabili alleati si diressero all'abbazia dove il prefetto Michel Cacaud aveva trasferito i propri uffici. Il 10 luglio, dopo la destituzione di Cacaud, agli ordini governo di Vichy, a favore del nuovo prefetto Pierre Daure, la resistenza di Caen issò il drappo tricolore su un lampione della piazza Monseigneur-des-Hameaux cantando la Marsigliese, segnando simbolicamente l'avvenuta liberazione della riva sinistra dell'Orne.

#### La trasformazione in residenza municipale
Alla fine della guerra fu presa la decisione di costruira una nuova sede per il liceo. In tal modo i locali resi disponibili avrebbero dovuto essere occupati dai neonati Museo delle Belle Arti di Caen e Museo di Normandia. tuttavia la costruzione del nuovo liceo non era ritenuta prioritaria, e il progetto si trascinò a lungo. Alla fine si decise di realizzare i due musei all'interno della cinta del castello di Caen e l'abbazia divenne sede del municipio dopo l'apertura della nuova sede del liceo Malherbe nel 1961.
Al fine di accogliere degnamente l'amministrazione municipale, si rese necessario intraprendere dei lavori di restauro. Nel 1964 il vecchio giardino alla francese venne ridisegnato da Louis Bouket, all'epoca direttore del giardino botanico di Caen, secondo un progetto del XVIII secolo, trasformandolo nell'attuale spianata Jean-Marie Louvel. A tal scopo venne trasferita la statua di Luigi XIV, che troneggiava sulla piazza del Parco (piazza Guillouard) dal 1882, in piazza Saint-Sauveur, rendendo disponibile un'area di 11 920 m². Contestualmente il Piccolo Liceo fu trasformato in sede della polizia e la sua ala d'angolo venne abbattuta. Il 16 gennaio 1965. si svolge nella vecchia sala capitolare dell'abbazia la prima seduta del consiglio municipale nella sua nuova sede.

## Lista degli abati
La lista degli abati è stata stabilita da Célestin Hippeau verso la metà del XIX secolo.
XI secolo
- Lanfranco di Pavia (1066-1070)
- Guglielmo Buon-Anima (1070-1079)

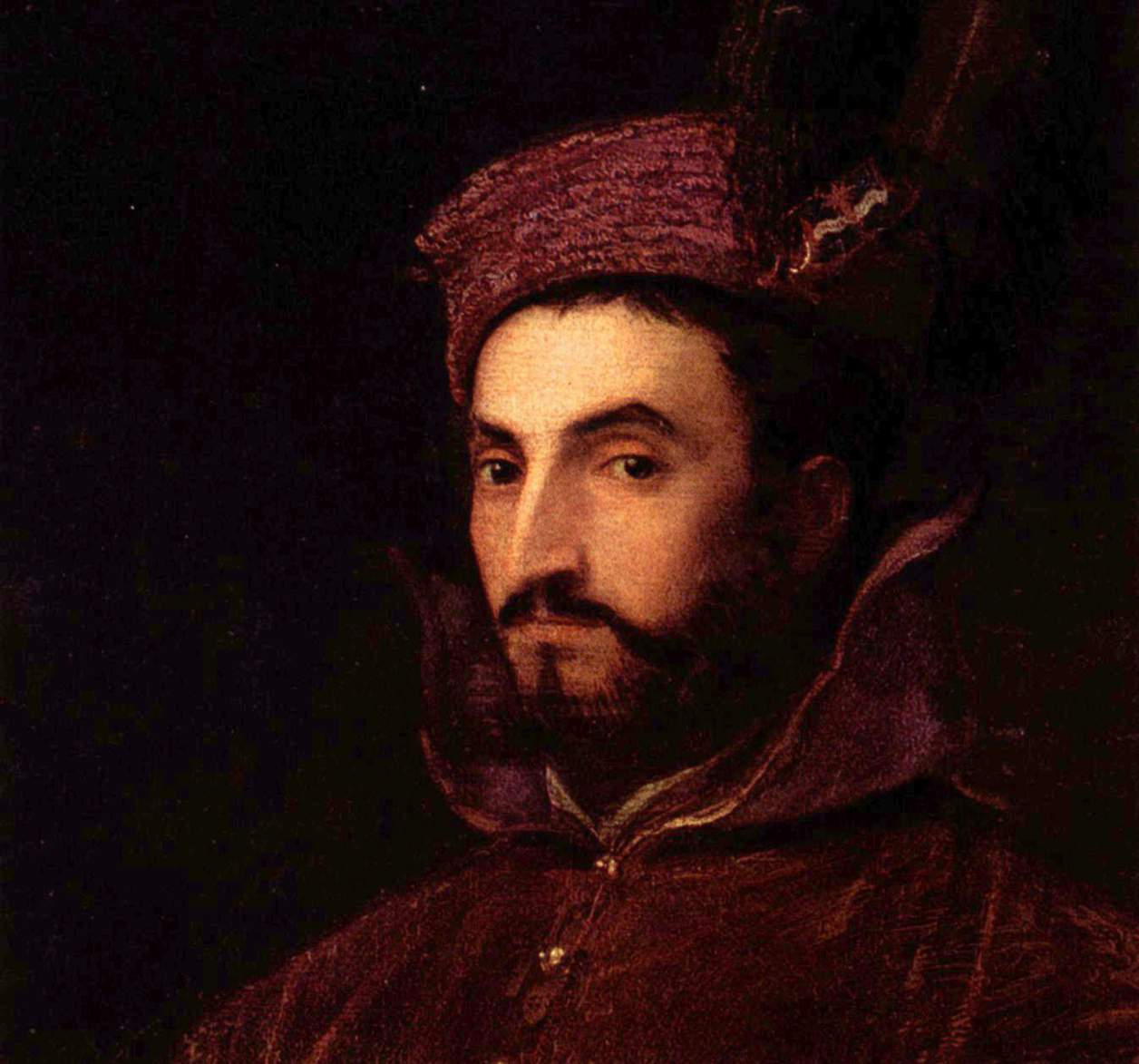
Ippolito de' Medici

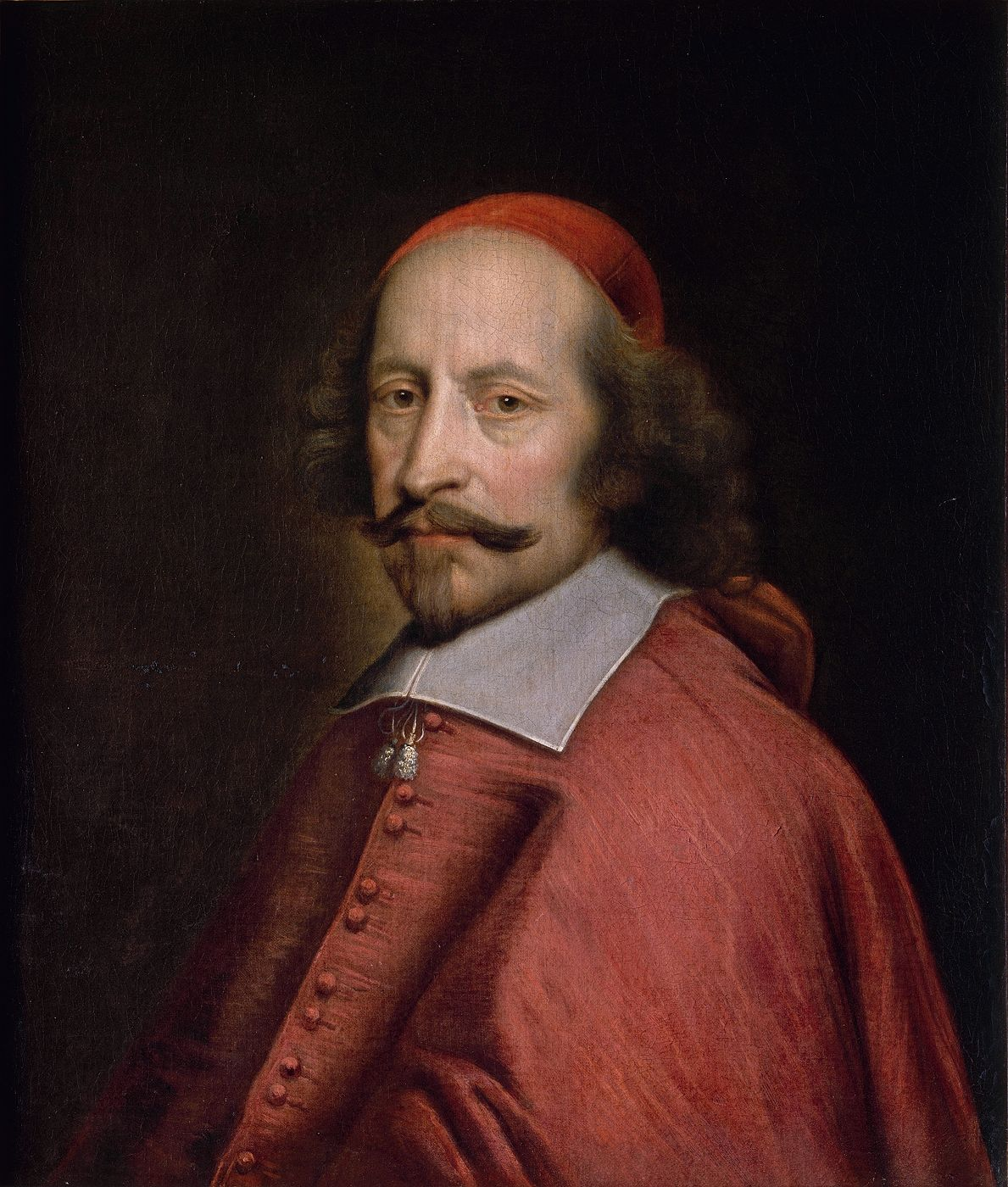
Giulio Mazzarino

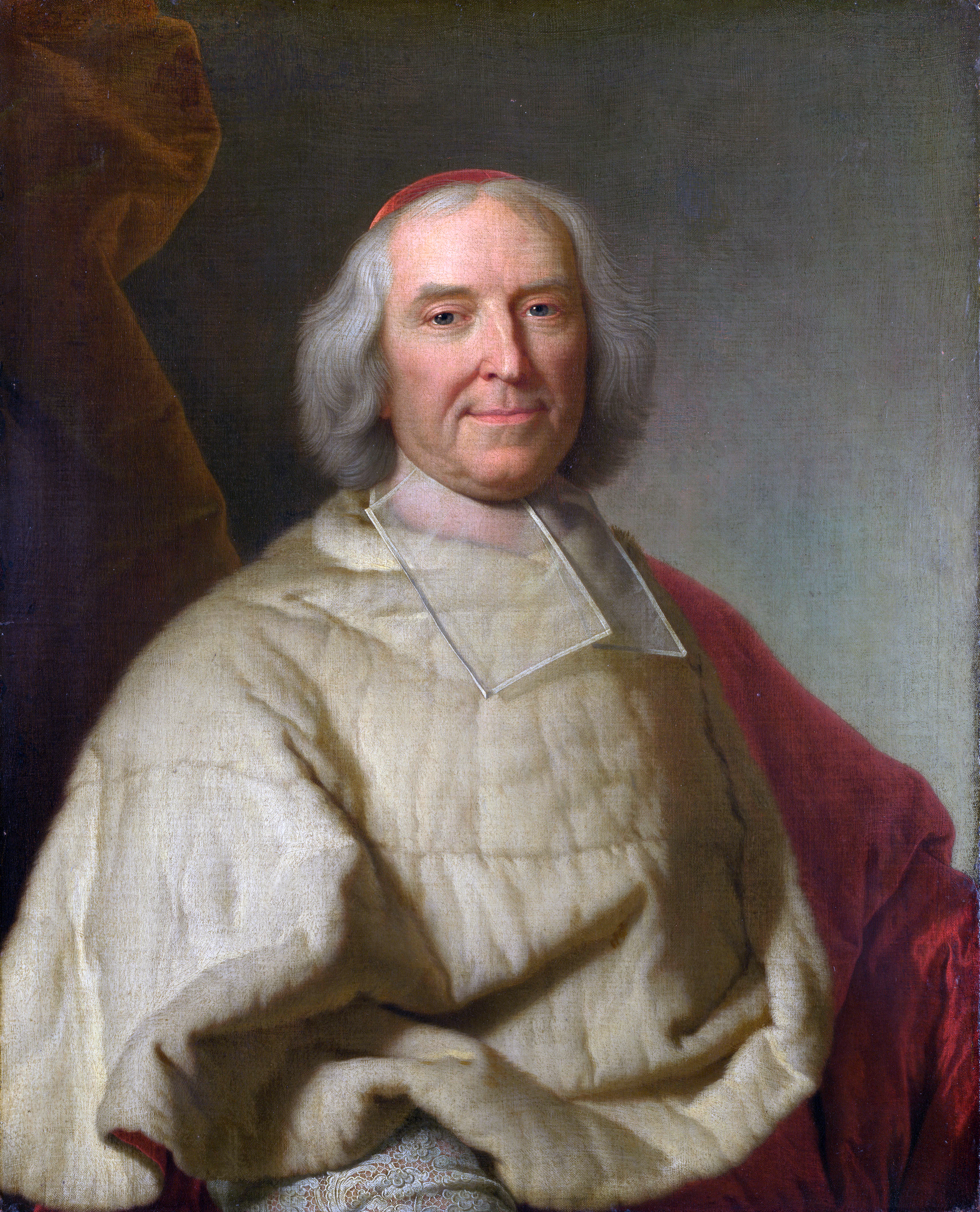
André-Hercule de Fleury

- Gisleberto di Coutances (1079-1101)

XII secolo
- Roberto I (1101-1108)
- Oddone I (1108-1140)
- Alano I (1140-1151)
- Pietro I (1151-1156)
- Guglielmo II di La Besace (1156-1179)
- Pietro II (1179-1193)
- Roberto II (1193-1197)
- Sansone (1197-1214)

XIII secolo
- Oddone II, detto il Paziente (1214-1238)
- Alano II (1238-1259)
- Nicola I Béchage (1259-1265)
- Nicola II de Montigny (1265-1290)
- Goffredo Pigache (1290-1300)

XIV secolo
- Riccardo (1300-1316)
- Simone di Trévières (1316-1344)
- Roberto III di Rupallay (1344-1357)
- Thomas de Thibouville (1357-1358)
- Guglielmo III d'Harcourt (1358-1368)
- Roberto IV (1368-1389)
- Giovanni il Siniscalco (1389-1401)
XV secolo
- Nicola III Milon (1401-1414 o 1416)
- Guglielmo IV Cavé (1416-1428)
- Ugo di Juvigny (1428-1468)
- Guglielmo V di Toustain (1468-1483)
- Carlo di Martigny, vescovo di Castres (1485-1506)

Instaurazione della commendam
XVI secolo
- Pietro di Martigny (1506-1531)
- François II de Tournon (1531-1533)
- Ippolito de' Medici (1533-1535)
- Alessandro Farnese il Giovane (1535-1577)
- Georges Péricard (1579-1582)
- Charles d'O (1582-1620)

XVII secolo
- Antonio Borbone,[22] conte di Moret (1620-1632)
- Alphonse-Louis du Plessis de Richelieu (1632-1653)
- Giulio Mazzarino (1653-1661)
- Charles-Paris d'Orléans, conte di Saint-Pôl (1661-1664)
- Charles-Maurice le Tellier (1668-1710)

XVIII secolo
- Joseph-Emmanuel de La Trémoille (1710-1720)
- François de Mailly (1720-1721)
- André-Hercule de Fleury (1721-1743)
- Nicolas-Charles de Saulx-Tavannes (1745-1759)
- Étienne-René Potier de Gesvres (1759-1777)
- Arthur Richard Dillon (1777-1790)

## Architettura
Cliccare sull'immagine per ottenere le informazioni corrispondenti ad ogni edificio

### La Chiesa abbaziale (XI-XVII secolo)

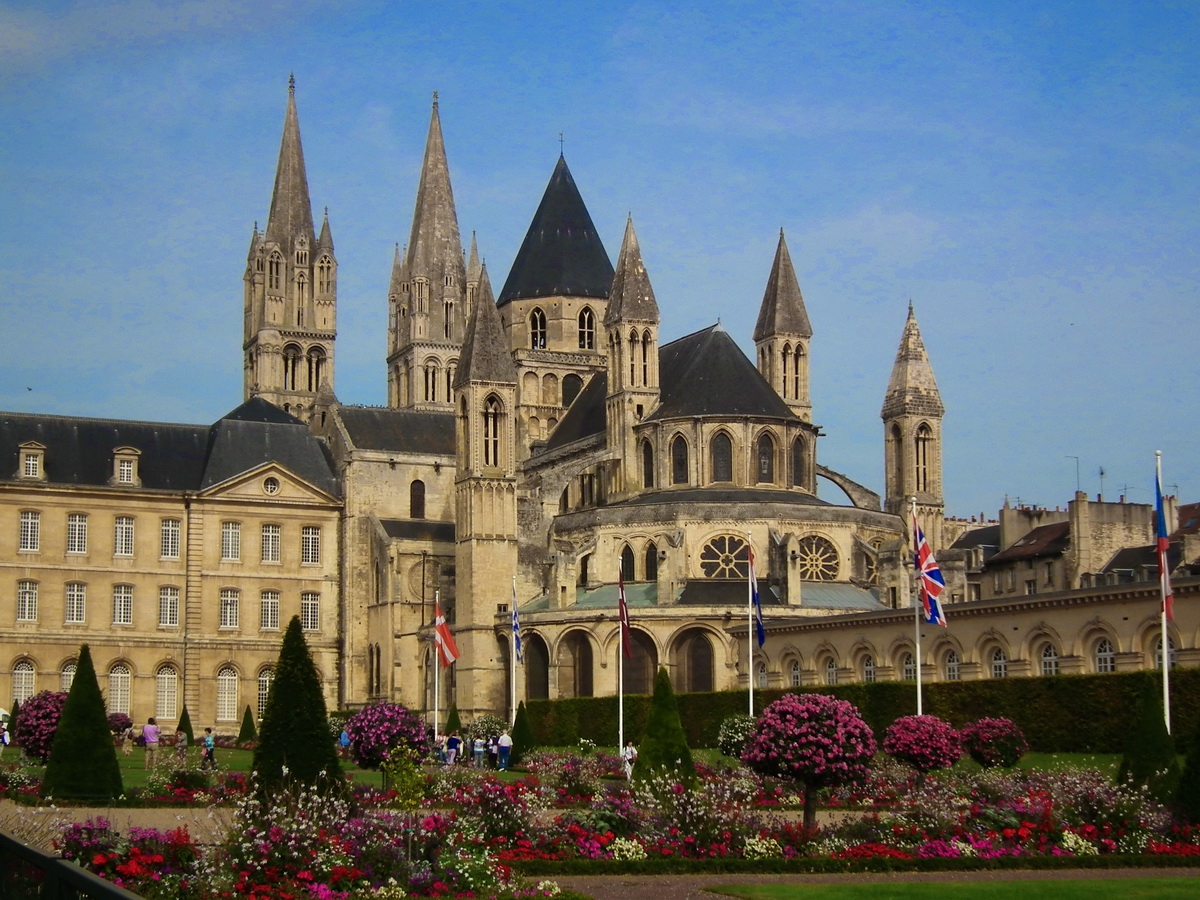
la Chiesa abbaziale di Santo Stefano.

La costruzione della chiesa iniziò nel 1065, anch'essa come l'abbazia, sotto la direzione di Lanfranco di Pavia per essere consacrata nel 1077. La rapidità d'esecuzione si spiega con la recente conquista dell'Inghilterra, e dunque con la conseguente disponibilità finanziaria, ma anche per la presenza nelle vicinanze di cave di pietra a cielo aperto, della cosiddetta pietra di Caen, un calcare giurassico giallo chiaro molto apprezzato come pietra da costruzione in tutta l'area normanna.
Lo stile dell'abbazia, il romanico che si stava diffondendo all'epoca in Europa, risente delle inflessioni provenienti dalla Renania. Le torri della facciata, infatti, hanno un'impostazione affine al Westwerk ottoniano.
In sintesi, la chiesa di Santo Stefano è l'erede delle innovazioni compiute dal 1040 a Notre-Dame di Jumièges ed essa stessa si inscrive nella tradizione carolingia e ottoniana: l'alternanza dei pilastri, i vasti matronei a volta, l'articolazione a doppa travatura, il deambulatorio e il piedicroce a due torri ne sono tutti testimonianza. Tuttavia altri elementi sono totalmente nuovi quali la facciata armonica, la continuità perfetta tra la volta della navata e la facciata, il camminamento che fa tutto il giro dell'edificio e le volte a crociera esapartite. L'influenza di questa abbazia, la cui costruzione coincide con la conquista dell'Inghilterra ad opera dei Normanni, nel 1066 con la Battaglia di Hastings, si fa presente nelle Cattedrali di Winchester, in quella di Ely, di Peterborough e di Durham.

### Il palazzo ducale (XIV secolo)
Di fronte all'ala ovest sorge un edificio del XIV secolo, erroneamente chiamato Palazzo Ducale. L'edificio, a volte indicato col nome di Palazzo di Guglielmo o Alloggio del Re, venne probabilmente costruito per accogliere gli ospiti più importanti dell'abbazia. Gravemente danneggiato all'epoca delle guerre di religione, vi si installarono le scuderie al piano inferiore ed un granaio al superiore. Dopo la rivoluzione venne utilizzato dalla vicina caserma della Visitazione come magazzino per i viveri e a partire dal 1840 divenne sede della Scuola Normale per istitutori. Nel 1885 la scuola viene trasferita in via Caponière, negli edifici che oggi ospitano il rettorato dell'accademia di Caen. Il palazzo venne quindi occupato dalla Scuola Normale per educatrici fino a quando, nel 1961, i locali diventarono proprietà del comune di Caen. Oggi ospitano gli archivi municipali.
L'edificio è su tre livelli, ha una lunghezza di 47 metri e una larghezza di 12. Nel 1865 l'architetto dipartimentale Léon-Florentin Marcotte ne progetto l'estensione di due campate aggiungendo un edificio neogotico al cui pian terreno trovò posto una cappella. Prima di questa data la facciata originale era già stata alterata dall'architetto municipale Guy, che modificò inoltre le aperture del pian terreno, all'epoca basse ed irregolari. Al piano nobile, ripristinando la conformazione originale, vennero aperte otto monofore inscritte in un arco a sesto acuto con due semicolonne per lato. Al piano superiore le aperture rettangolari vennero sostituite con oculi in corrispondenza delle finestre sottostanti, inscritti in archi decorativi parimenti a sesto acuto e con lo stesso decoro. Vennero abbattuti tre contrafforti e rifatto completamente il cornicione. Infine venne rimaneggiato anche il frontone sud e la torretta centrale al fine di armonizzare lo stile. La facciata ovest, che si apre su una corte ai piedi delle antiche mura dell'abbazia, non venne modificata durante i lavori del XIX secolo; essa presenta delle arcate a tutto sesto al pian terreno e delle finestre di forma quasi quadrata al piano superiore. All'interno, al piano terra, si trova una grande sala, unica vestigia dell'originale struttura gotica dell'edificio: una serie di colonne ottagonali, allineate su un asse centrale, sostengono una volta a crociera.
Originariamente, poco a sud del palazzo sorgeva il Palazzo Vescovile, fatto costruire verso la fine del XV secolo da Charles de Martigny, vescovo di Castres e primo abate commendatario dell'abbazia, che vi aveva la sua residenza. Questo edificio venne demolito nel XIX secolo.

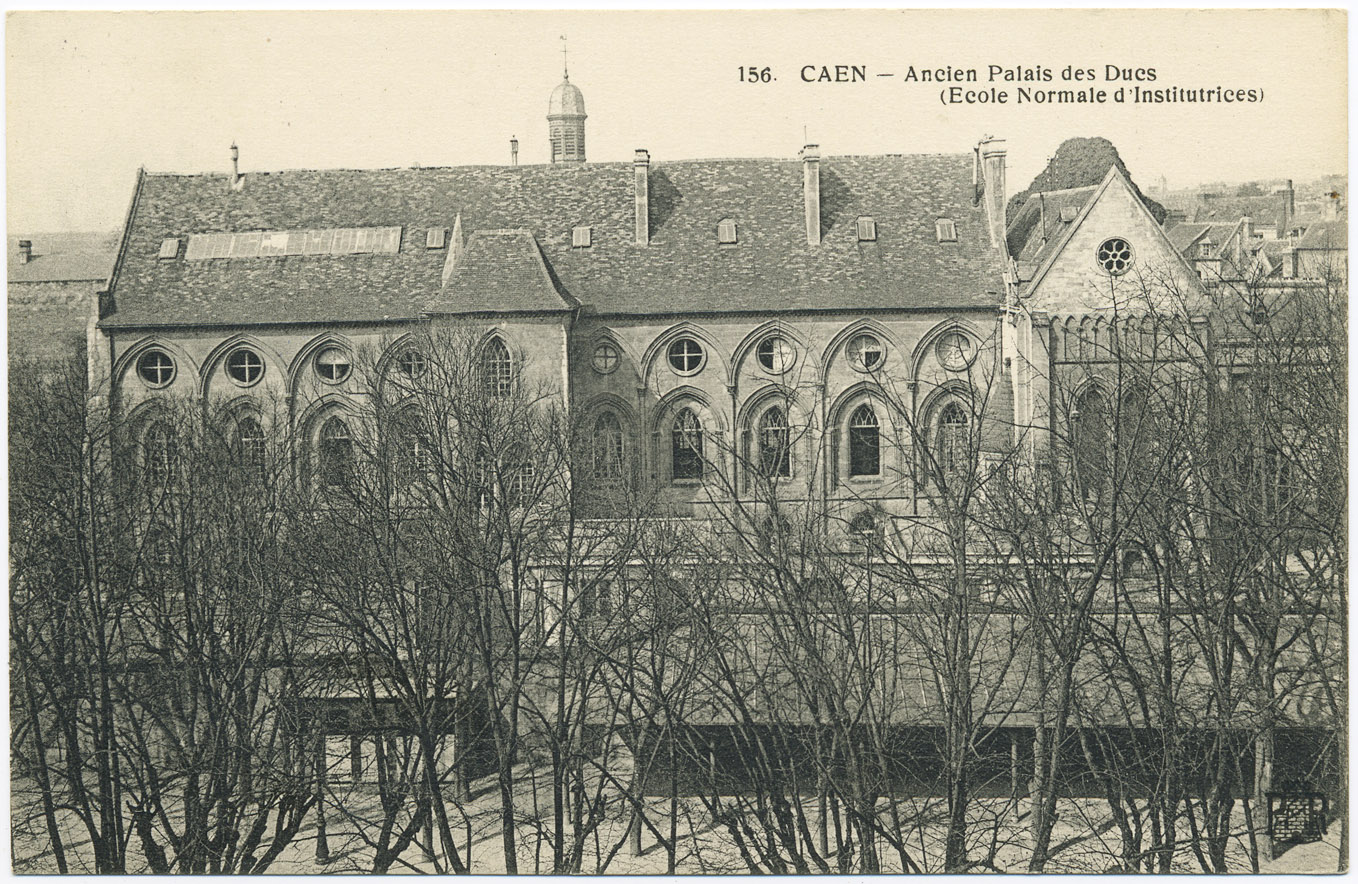
L'antico palazzo nel 1910
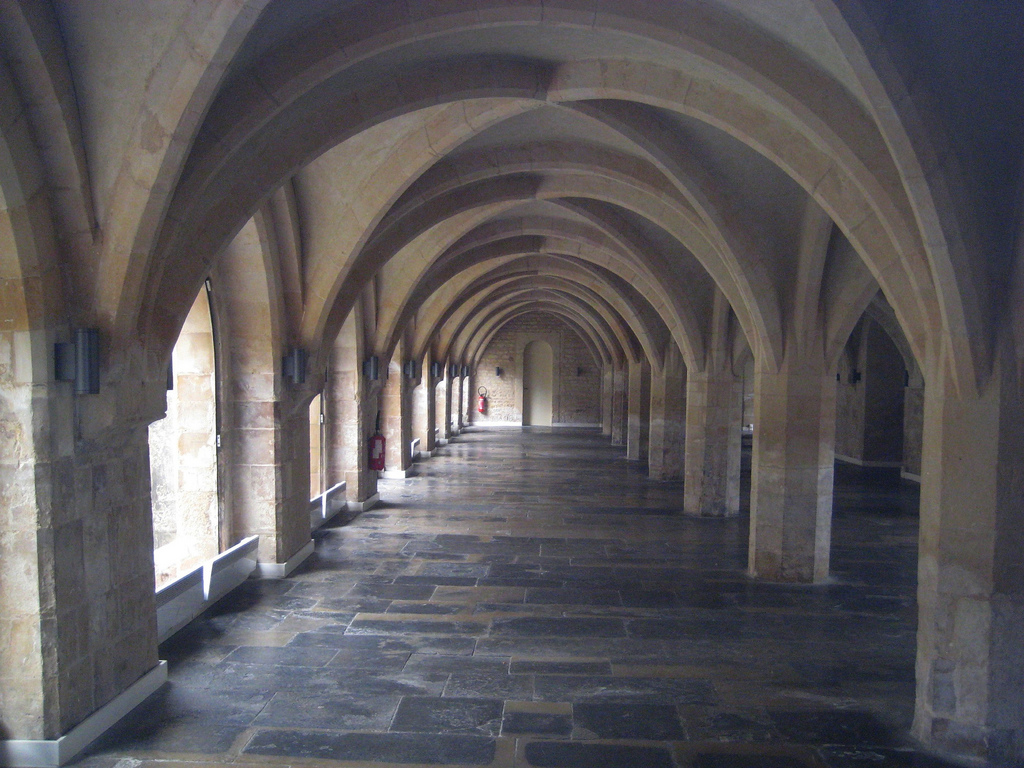
Sala gotica a pianterreno
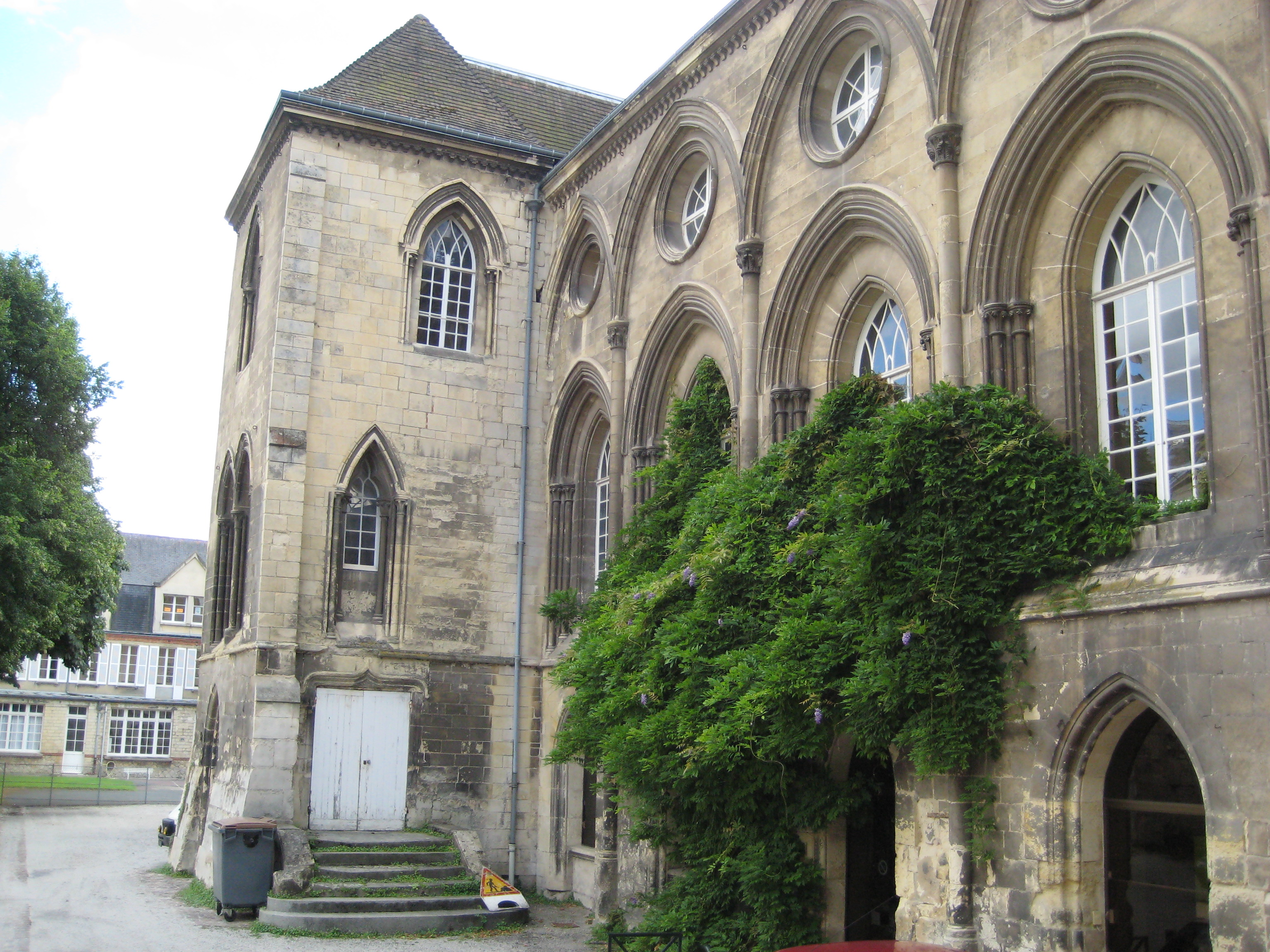
Dettaglio della facciata orientale con l'avancorpo che ospita le scale
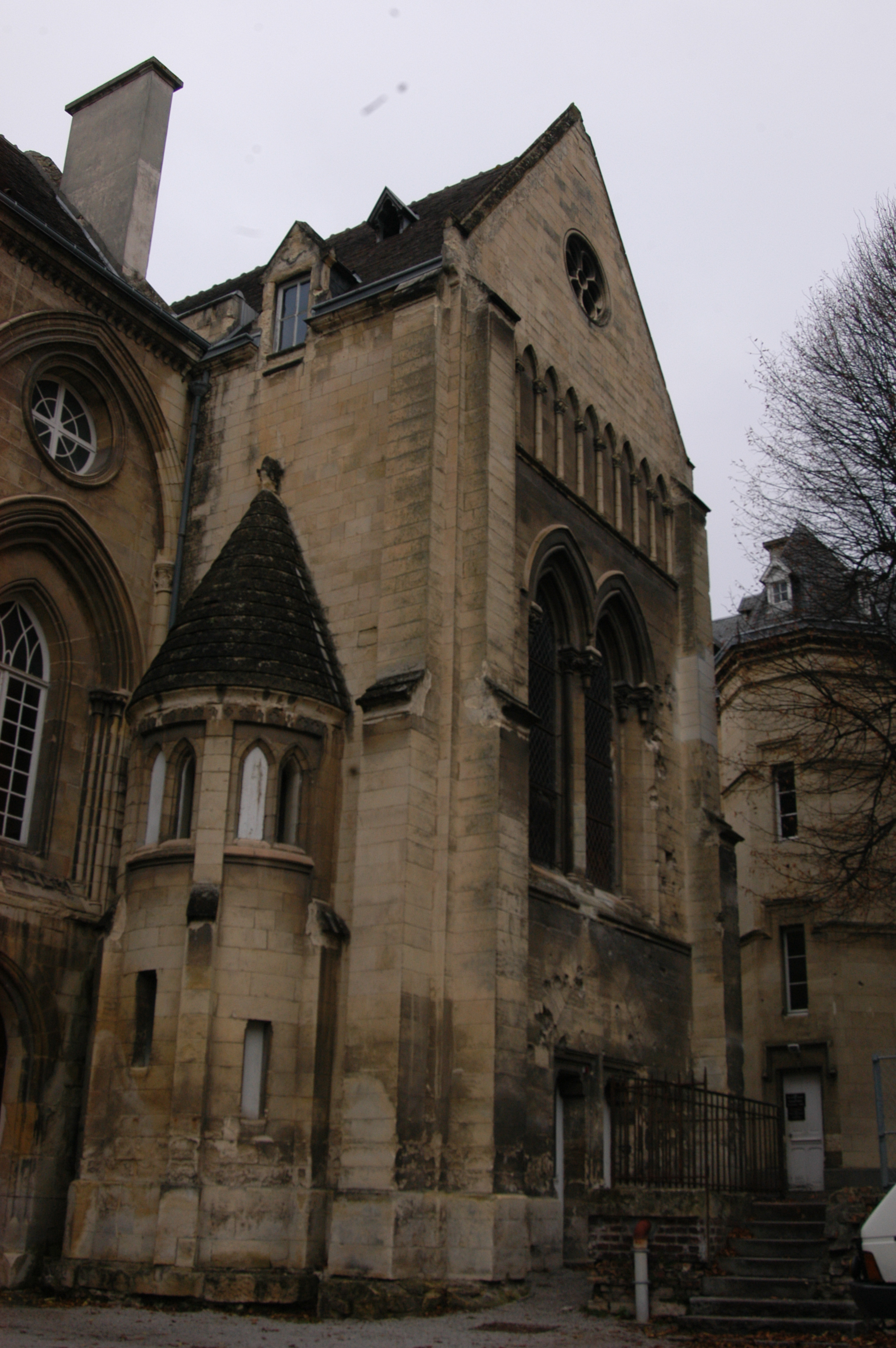
Cappella dell'École Normale costruita nel 1865
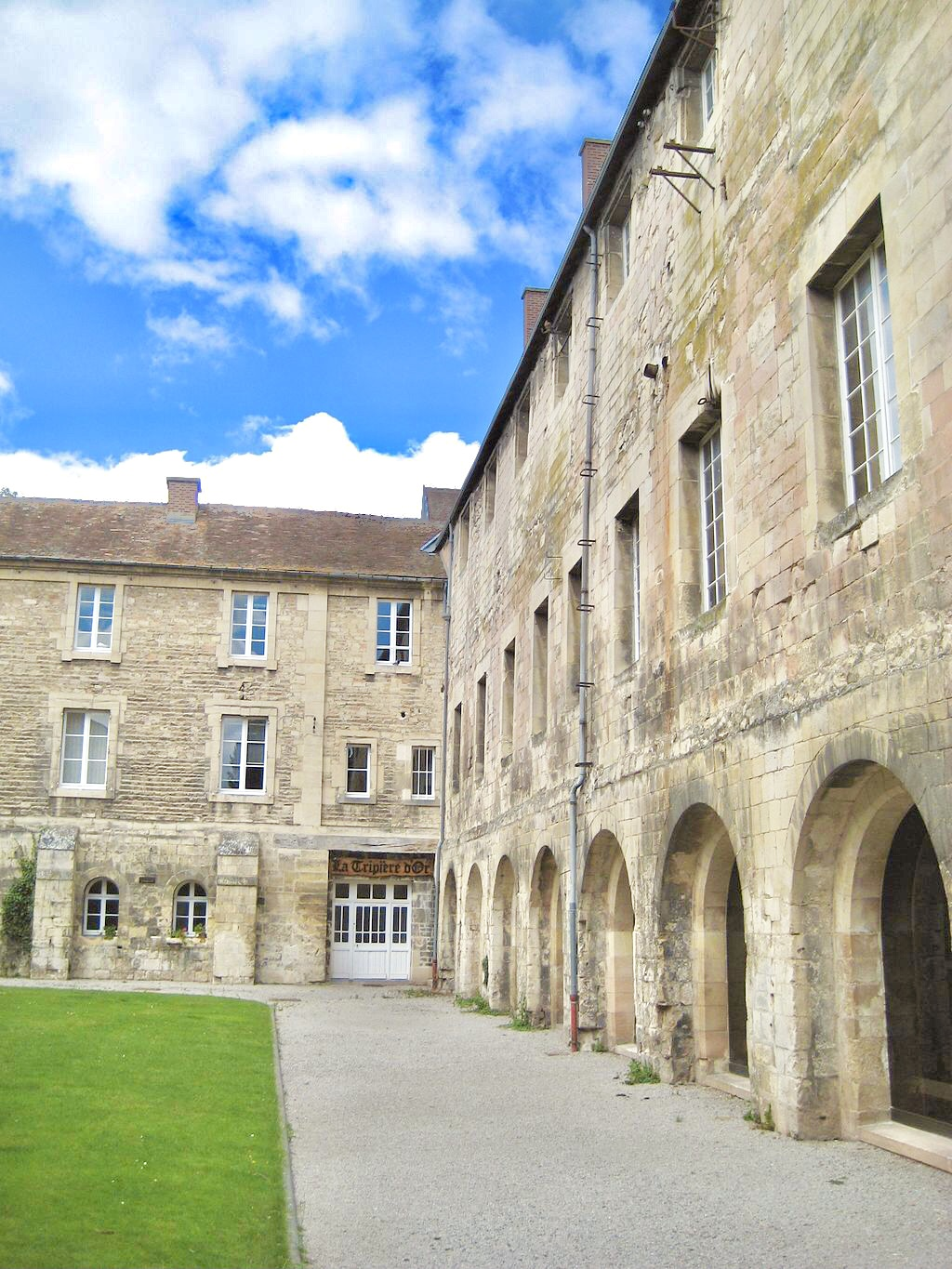
Corte ovest

### La sala delle Guardie (XIV secolo)
La "Sala delle Guardie" è un edificio costruito agli inizi del XIV secolo come sala di ricevimento per gli ospiti più importanti dell'abbazia. La sala del primo piano servì anche da palazzo di giustizia quando l'abate prendeva decisioni riguardo ai possedimenti dell'abbazia o quando lo scacchiere di Normandia, la corte di giustizia itinerante del Ducato di Normandia attiva fino al 1499, passava da Caen; in questi casi la sala del piano terra veniva utilizzata come sala d'attesa per gli imputati in attesa di giudizio.
A sud la facciata è aperta da tre alte finestre ogivali coronate da una gabbia. A nord la facciata, a disegno asimmetrico, mostra in alto un rosone con vetrata, restaurato grazie ad antiche incisioni, il cui centro rappresenta un castello, antico emblema di Caen, che sovrasta sulla sinistra due bifore sovrapposte. Sulla facciata orientale si possono ancora vedere le vestigia dell'antica torre che ospitava la scala: di forma quadra, era rinforzata da contrafforti e coronata da un'alta copertura a quattro spioventi. Le facciate contengono aperture in terzo punto decorate con pilastri scanalati.

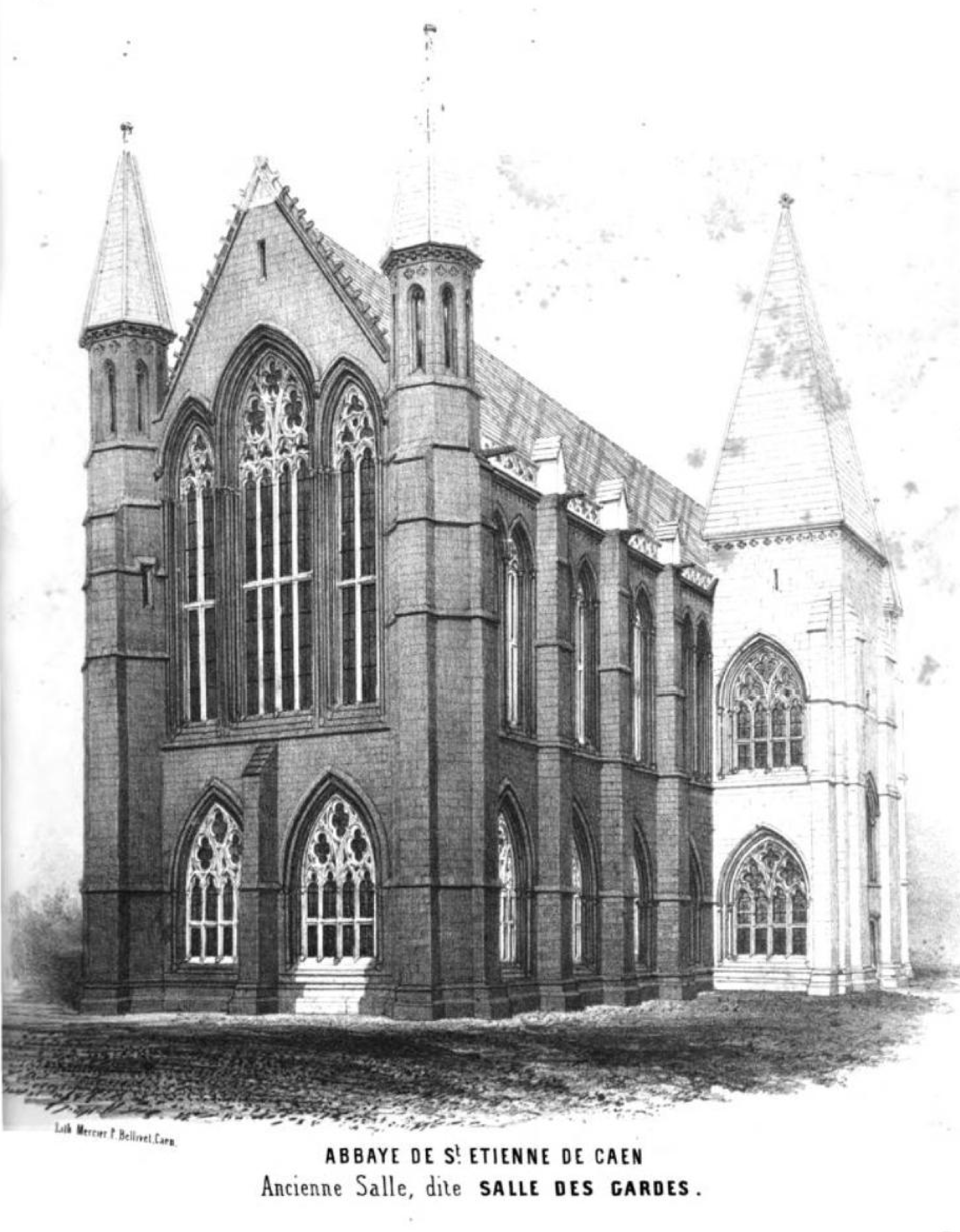
La sala delle Guardie nel suo stato originale.
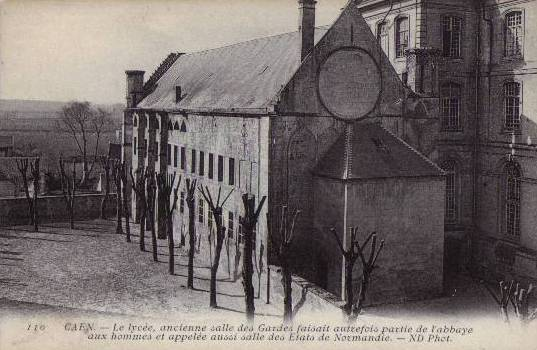
L'angolo nord-est della sala delle Guardie quando era stato trasformato in liceo
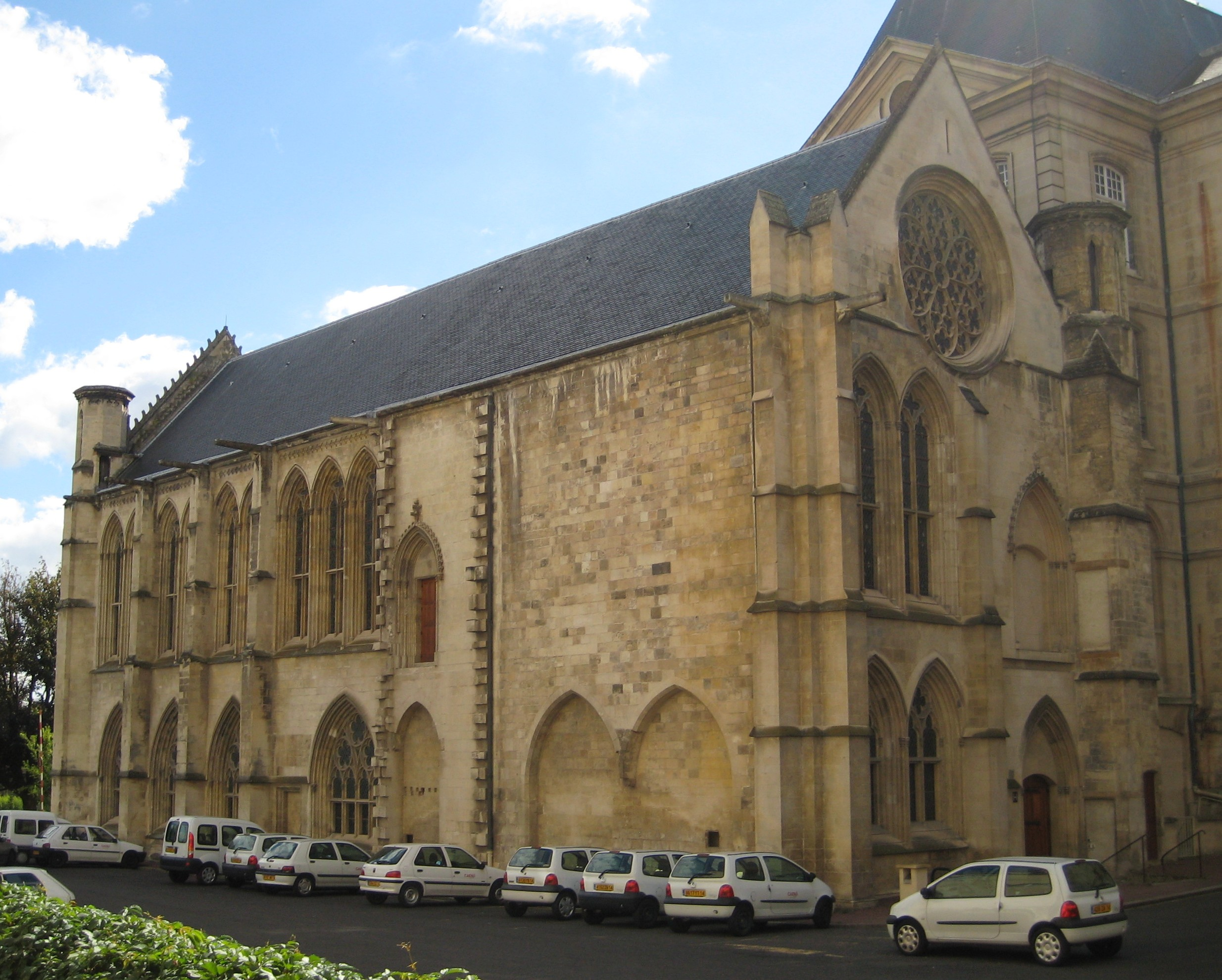
L'angolo nord-est della sala oggi
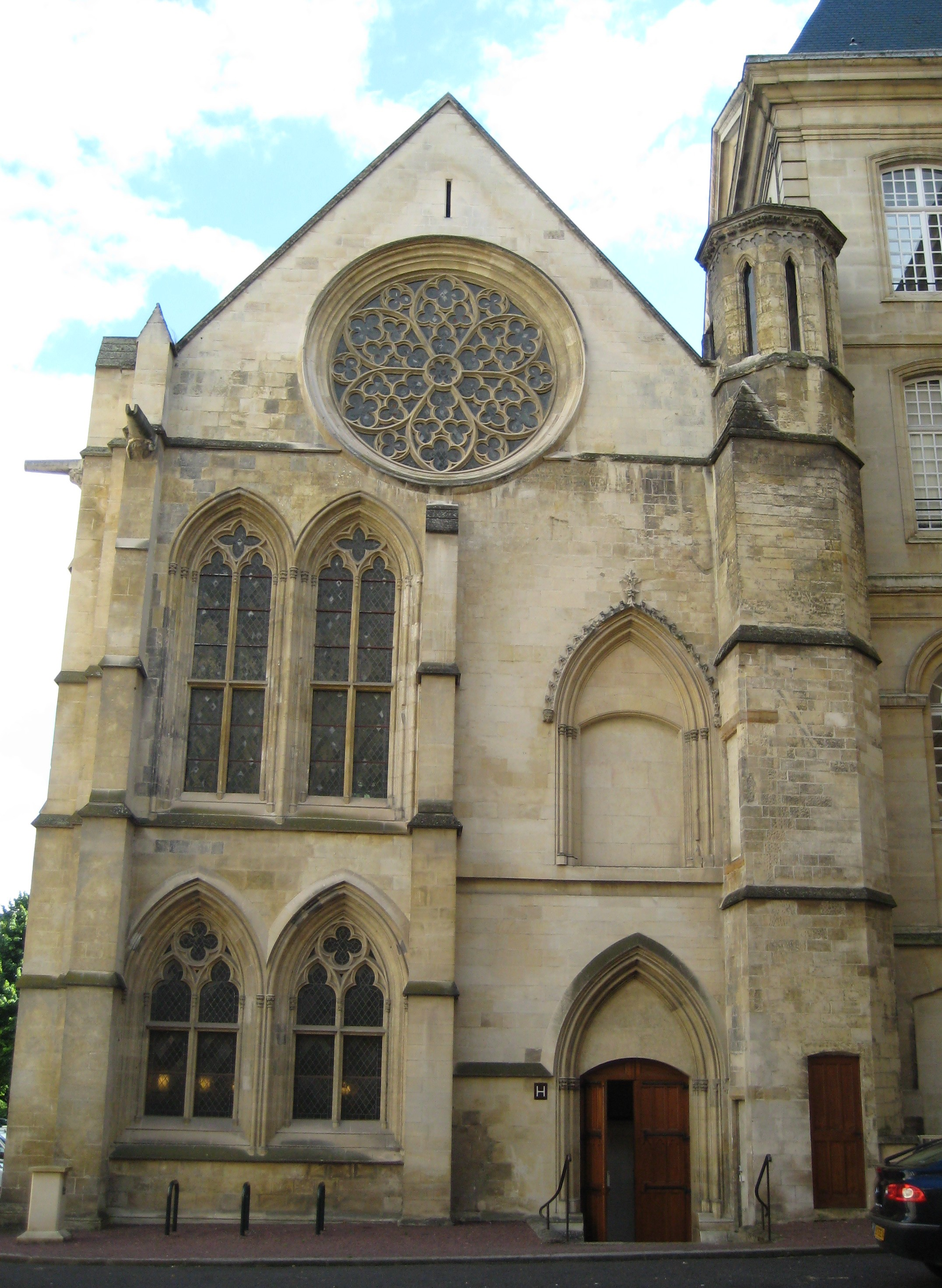
Facciata nord
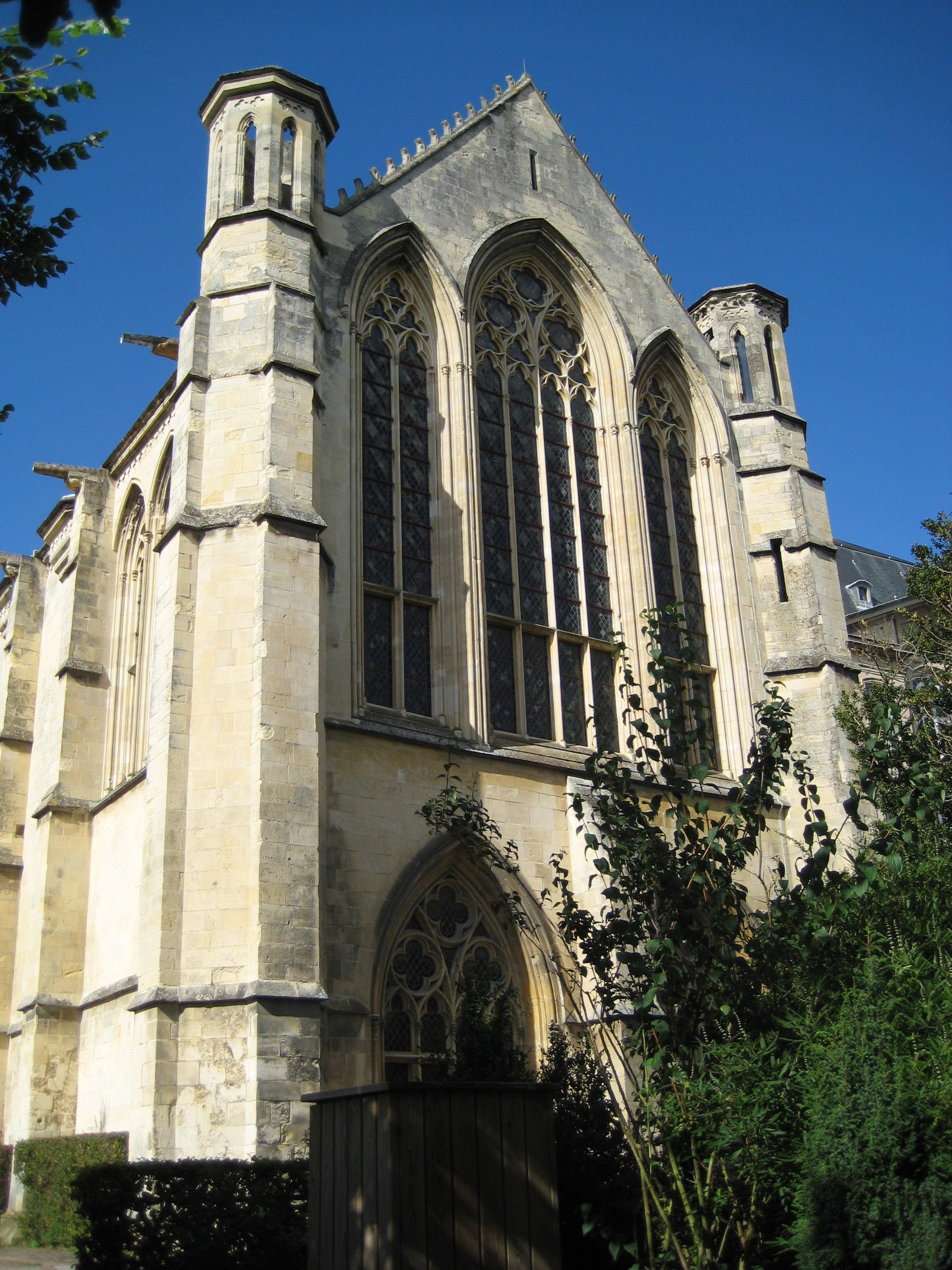
Angolo sud-ovest
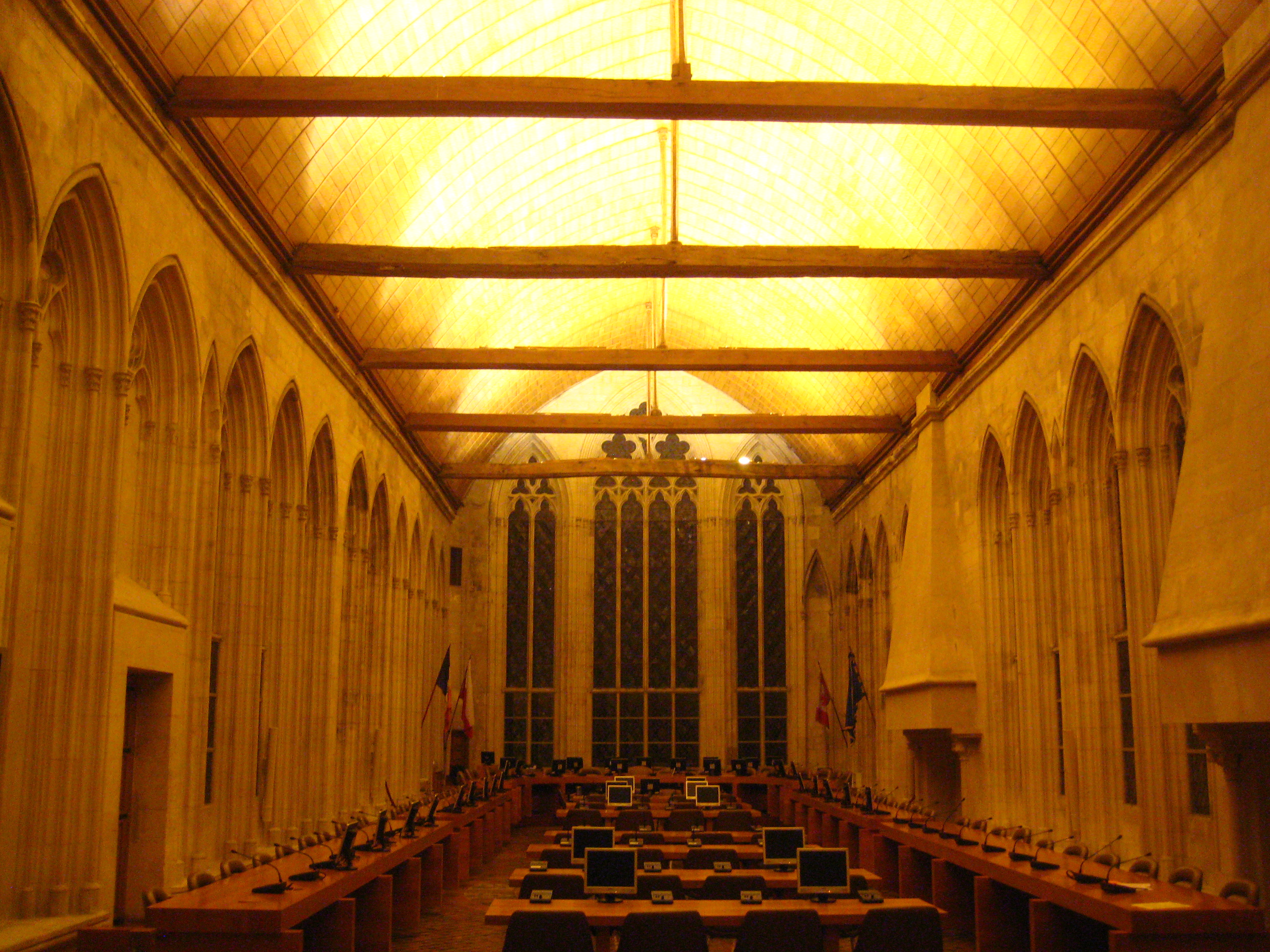
La sala consiliare di notte

### Le fortificazioni (XIV secolo)
Delle antiche fortificazioni tardomedievali restano un tratto di muraglia ed un bastione d'angolo nell'odierna via du Carel, e la torre Guillaume sul fondo della corte del palazzo ducale affacciata su via Lebailly.

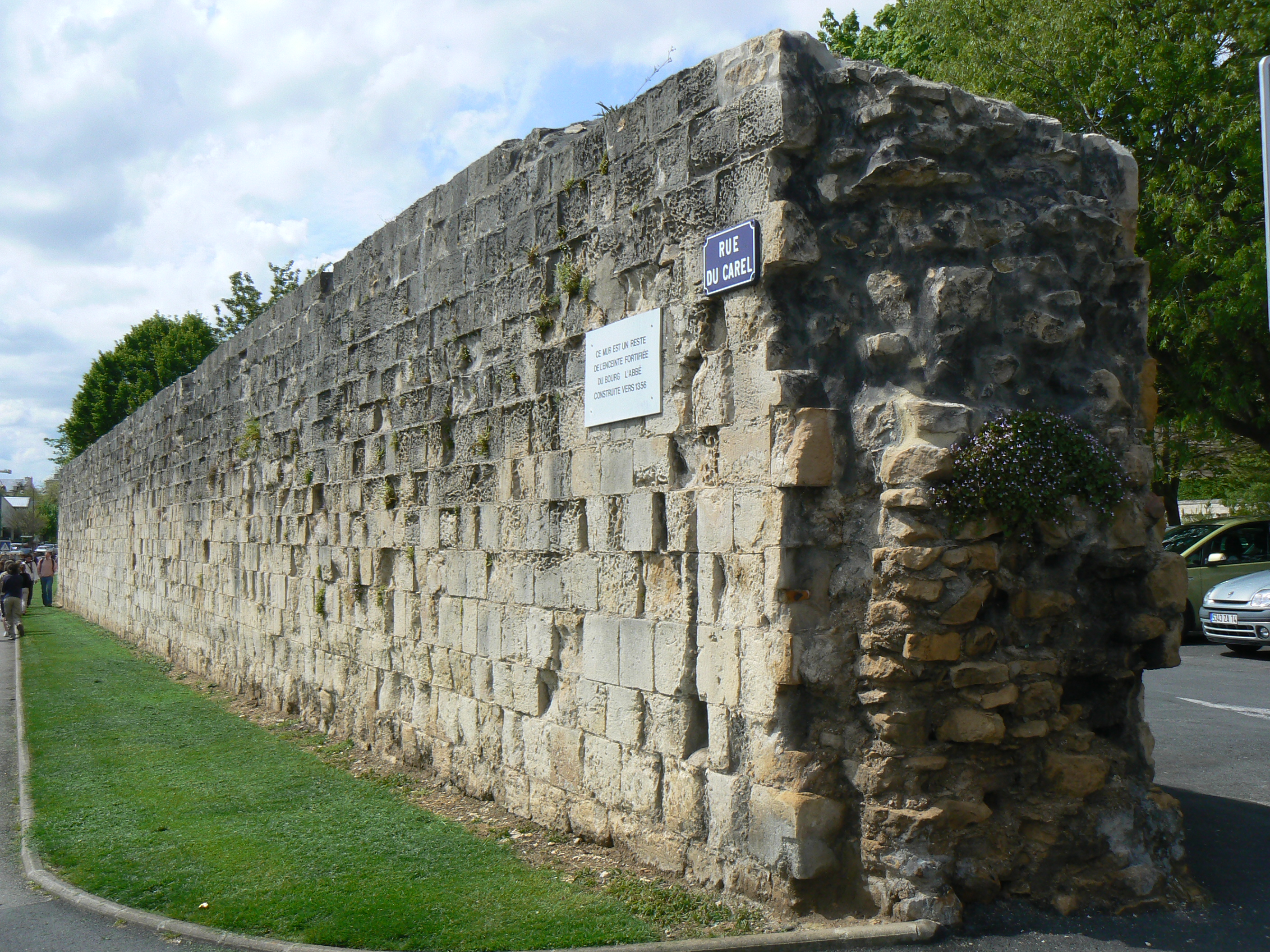
Vestigia della muraglia del XIV secolo in via du Carel
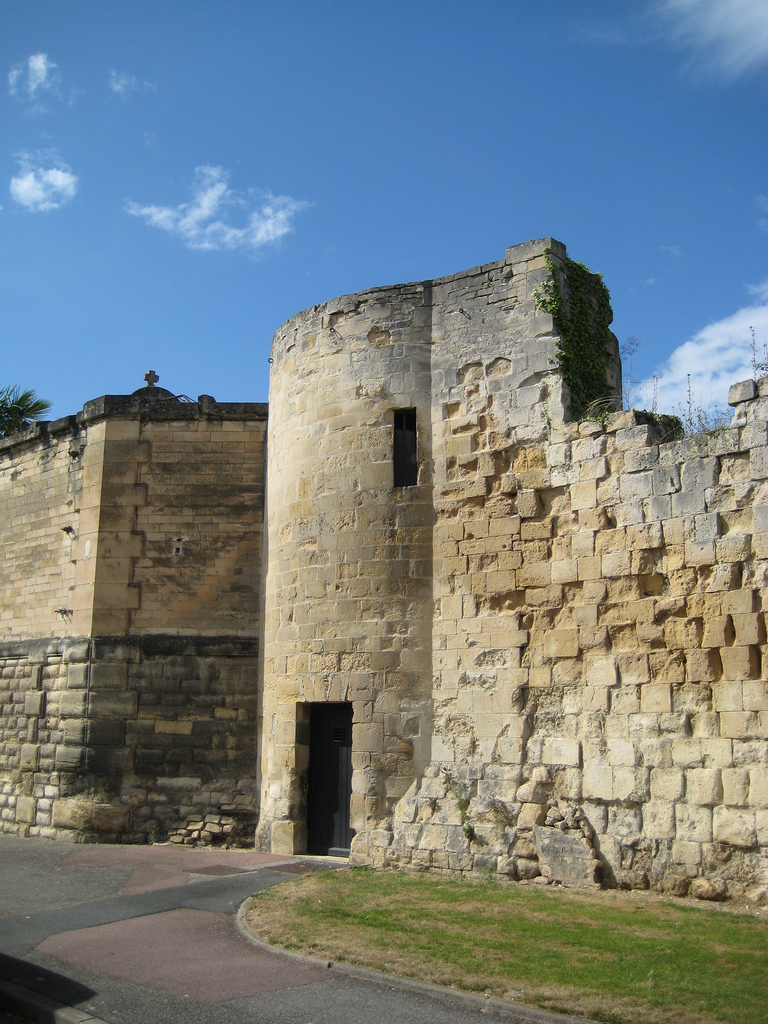
Bastione d'angolo, via du Carel
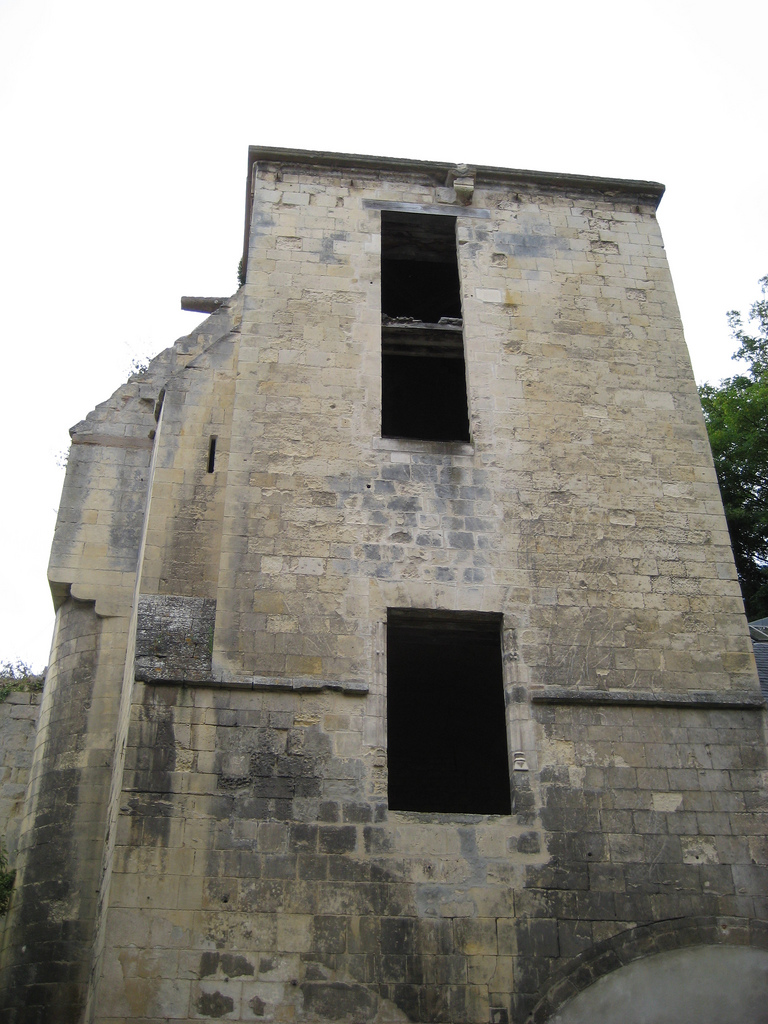
Torre Guillaume da via Lebailly

### Gli edifici produttivi (XVII secolo)

#### La panetteria
Questo edificio è una delle ultime testimonianze del fatto che l'abbazia non fu solo un centro spirituale ed intellettuale, ma anche un distretto economico dove entravano in contatto sia religiosi che laici. Edificati a partire dal medioevo lungo due importanti assi di comunicazione (i canali dell'Odon a sud e via Caponière a ovest) gli edifici d'uso comprendevano scuderie, una rimessa per i carri, magazzini, fucine, granai, aie e pollai, un mulino, una panetteria, un frantoio per mele e le cucine. Le varie attività impegnavano monaci e laici che concorrevano a garantire il regime di autarchia dell'abbazia.
Di tutti questi edifici rimane oggi quello adibito a panetteria, la rimessa e il frantoio. Il primo, risalente al XVII secolo, è situato all'estremità sud della cinta dell'abbazia e ospita dal 1974, insieme con la rimessa, le collezioni del Museo d'Iniziazione alla Natura, dedicato in particolare alla fauna e alla flora del bocage normanno.

#### Il frantoio per le mele

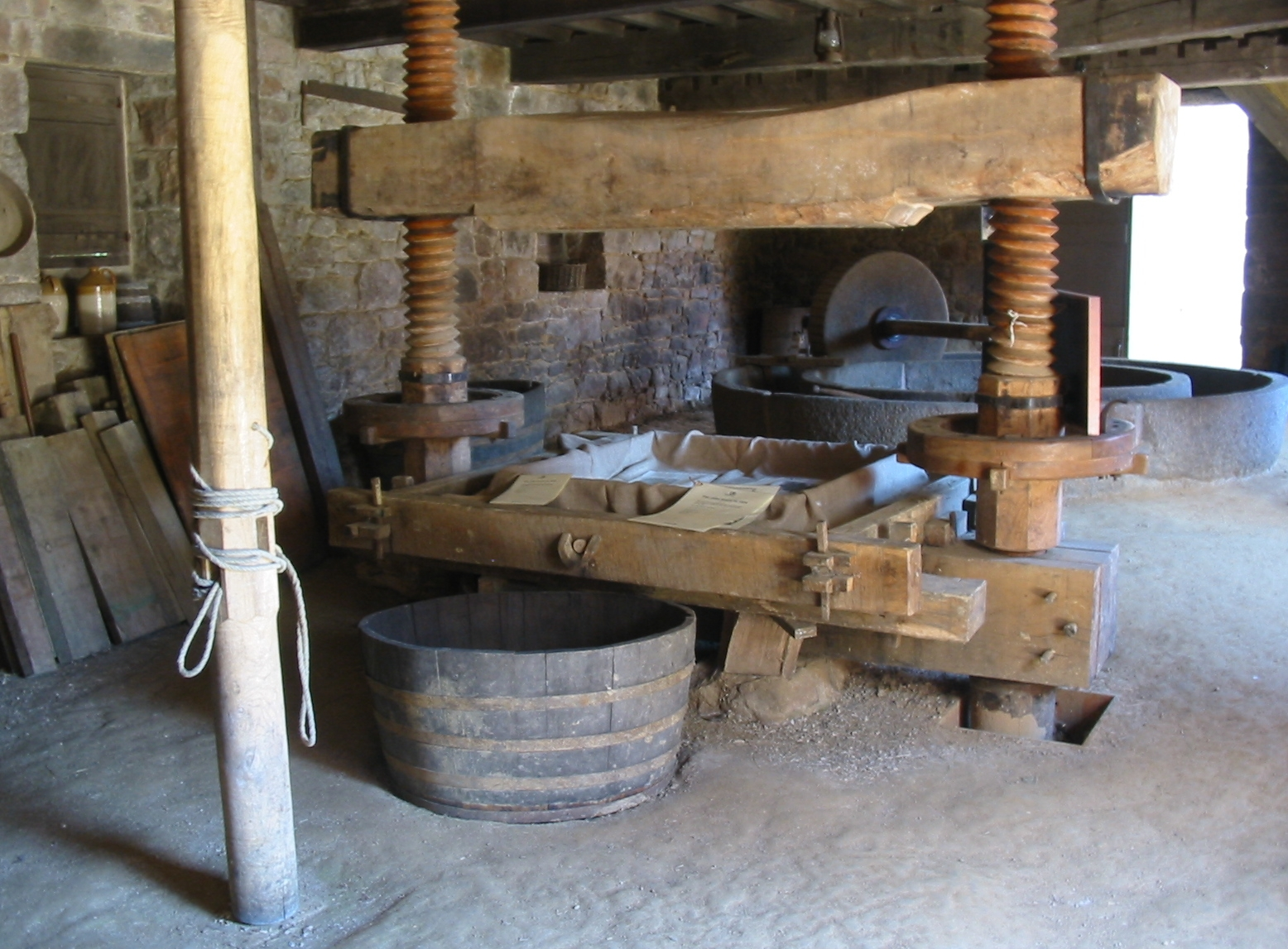
L'interno di un frantoio per mele. In primo piano il torchio, in secondo la molazza circolare in pietra per schiacciare le mele

Il frantoio, sempre del XVII secolo, si trova invece nelle cantine del refettorio. Si tratta di una pressa specialmente realizzata per la spremitura delle mele, al fine di estrarne il succo da cui si ricava il sidro, di cui la Normandia è uno dei maggiori produttori. Nel frantoio, in funzione fino al XIX secolo ad uso del liceo, le mele venivano inizialmente messe in una molazza circolare in pietra per essere schiacciate da dei cilindri in legno messi in movimento da un cavallo. La pasta di mele così ottenuta veniva in seguito suddivisa in strati regolari separati tra loro da un letto di paglia di segale cardata, un materiale chiamato glui. Gli strati di pasta sovrapposti venivano passati al torchio al fine di estrarre il succo che, dopo fermentazione, veniva trasformato in sidro e conservato in grandi botti. Il frantoio attuale è solo l'ultimo tra quelli realizzati nell'abbazia, sembra anzi che tali strutture fossero già presenti all'epoca della fondazione. Si sa che Guglielmo il Conquistatore amasse accompagnare la trippa con succo di mele di Neustria e si dice che sarebbe stato proprio un monaco dell'abbazia ad inventare la celebre ricetta delle tripes à la mode de Caen. La storia vuole infatti che alla fine del XVI secolo il monaco Benoît Sidoine ebbe l'intuizione di insaporire il piatto cucinando le trippe nel sidro, evidentemente prodotto dall'abbazia.

### Gli edifici conventuali (XVIII secolo)

#### Il chiostro

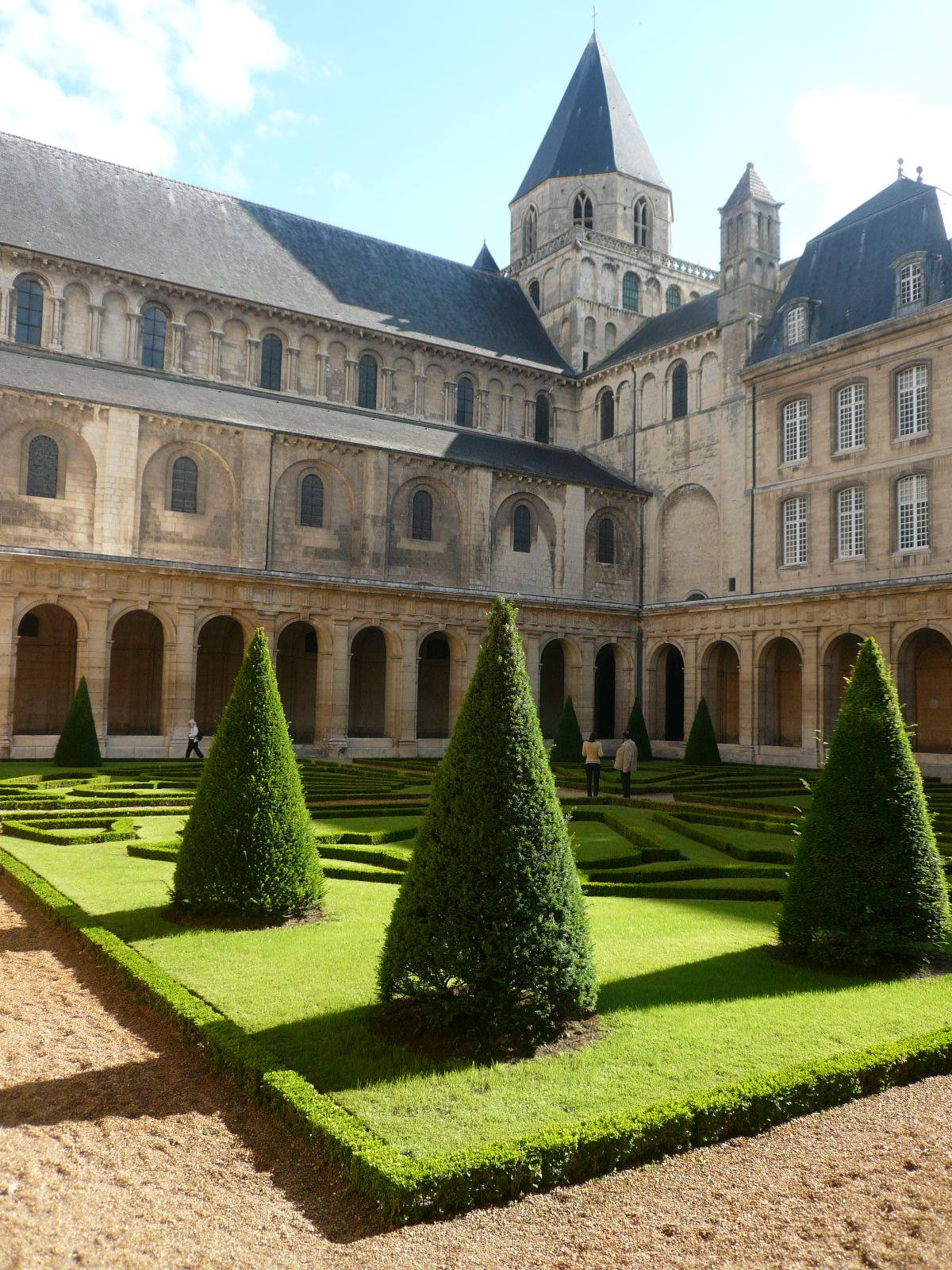
Il chiostro

Il chiostro e le sue gallerie furono ricostruiti durante il XVIII secolo per sostituire quelli di Guillaume de La Tremblaye. I nuovi edifici sono un piano più alti degli originali e la loro costruzione si protrasse per alcuni decenni:
- galleria est (1725-1728)
- galleria nord (1734-1736)
- galleria ovest (1741-)

Le gallerie sono d'ordine tuscanico: le arcate a tutto sesto son incorniciate da false colonne rettangolari leggermente aggettanti sormontate da capitelli dorici come nell'Abbazia d'Ardenne a Saint-Germain-la-Blanche-Herbe, ricostruita nella stessa epoca. All'interno le arcate sono ritmate da archi doppi poggiati su finte colonne. Il soffitto delle arcate è costituito da una volta a crociera ribassata con lunette longitudinali e trasversali e soffitti ottagonali bordati da nervature. Lo stesso dettaglio costruttivo è stato utilizzato nell'abbazia delle donne, ma il chiostro di quest'ultima non è mai stato chiuso sui quattro lati per mancanza di fondi.
Durante il XIX secolo, ai tempi della trasformazione dell'abbazia in liceo, il giardino del chiostro venne smantellato per far spazio alle lezioni di ginnastica. In seguito ai restauri degli anni 1960, si decise di ricostituire l'originale giardino alla francese, ispirato a quelli di Le Nôtre.

#### L'ala est
L'ala est dell'abbazia che si può vedere attualmente è frutto dei grandi lavori di ricostruzione del XVIII secolo. La prima pietra venne posata il 3 ottobre 1704 dal vescovo di Bayeux, Monsignore de Nesmond e dall'intendente della generalità Nicolas Joseph Foucault. Le opere principali sulla struttura e le sculture della facciata vennero portate a termine nel 1713, la copertura venne completata nel 1715 e la totalità dei lavori terminò nel 1726. L'edificio ha una lunghezza di 105 metri ed è posto a continuazione del braccio sud del transetto della chiesa. Si compone di tre piani più un tetto mansardato, per un'altezza totale di 20 metri.
Partendo dalla chiesa, e immediatamente contigua ad essa, si trova l'escalier des Matines, ovvero la scala del mattutino, poiché è da essa che i monaci scendevano ogni mattina dalle loro celle per andare a recitare la prima ora della liturgia. Come la scalinata d'onore nell'ala del refettorio la sua tecnica costruttiva è basata sulla strereotomia, ovvero sull'incastro di blocchi perfettamente tagliati senza l'uso di malta. La rampa in ferro battuto è opera del fabbro rouennese Le Clerc e fu posata nel 1729.
Alla scala succede l'antica sacrestia. Tale luogo mantenne questa destinazione d'uso fino all'epoca del liceo di Caen, per essere trasferita in una cappella del transetto dopo la trasformazione in semplice chiesa parrocchiale nel 1802. Come la sala capitolare, la sacrestia dei monaci è rivestita di pannelli di rovere chiaro del XVIII secolo. Al centro dei pannelli si trovano specchi sormontati da sculture di oggetti liturgici e simboli cristiani, e due medaglioni rappresentanti Cristo e la Vergine Maria. Vi si trova anche un grande mobile semicircolare con cassetti girevoli su un asse verticale per riordinare i piviali, e degli armadi per raccogliere le pianete e gli ornamenti liturgici. La sala è ornata da un trompe-l'œil datato 1776 e da una tavola del XVII intitolata "Mosé punisce un pastore per difendere le figlie di Ietro", copia di un originale di Le Brun eseguita da un suo discepolo.
Dalla sacrestia dei monaci si accede alla sala capitolare ovvero il luogo dove si riunivano mattino e sera i confratelli per ascoltare il priore che leggeva dal suo scanno un capitolo della regola di San Benedetto. Durante il XIX secolo la sala veniva utilizzata per i corsi di catechismo degli allievi del liceo, in seguito alla trasformazione in sede comunale ha ospitato la prima seduta del consiglio municipale nel 1965 e oggi è adibita a luogo per la celebrazioni dei matrimoni civili. Il soffitto della sala è a volta ribassata, al fine di sfruttare al meglio l'altezza del piano. Lo scanno del priore è ancora presente, mentre alle pareti sono presenti pannelli scolpiti in rovere chiaro. I pannelli datano l'inizio del XVIII secolo, tuttavia vennero posati solo nel 1769. Sono opera di un monaco, François Poche, che dedicò tutta la sua vita ai lavori di ebanisteria, avendo l'abbazia un continuo apporto di legname dai suoi possedimenti nei Paesi Bassi. Al di sopra dello scanno si trova una tavola di Nicolas Mignard del XVII secolo intitolata "Mosé colpisce la roccia", di fronte a questa un'opera coeva di Sébastien Bourdon intitolata "Il passaggio del Mar Rosso". Altre opere ugualmente di tema biblico sono appese alle pareti, in particolare quelle di frate Fournier (XVIII secolo), monaco dell'abbazia, e del pittore locale Jean Nourry, del XIX secolo.
L'ala termina con lo scriptorium. In realtà tale stanza non serviva alla ricopiatura dei testi miniati, ma era piuttosto una sala di studio riscaldata da due grandi caminetti e illuminata da ampie vetrate su ambo i lati. Ai tempi del liceo veniva usata come sala delle feste e per la consegna dei premi letterari, mentre oggi ospita le esposizioni temporanee sponsorizzate dal comune.

#### L'ala del refettorio
Il refettorio dei monaci è una grande sala rettangolare di 30 metri di lunghezza per nove di larghezza. Nel XIX secolo, ai tempi del liceo questo spazio era occupato dalla mensa degli allievi e serviva come sala d'esame per le prove del baccalaureato a fine anno. Durante la guerra questo locale fu utilizzato dalla Croce Rossa come ospedale supplementare durante la battaglia di Caen. In seguito al trasferimento del municipio, il vecchio refettorio è oggi la sala dei ricevimenti della città: è qui che il 6 giugno 2004 hanno pranzato i 16 capi di stato intervenuti per le celebrazioni dei 60 anni dallo sbarco in Normandia.

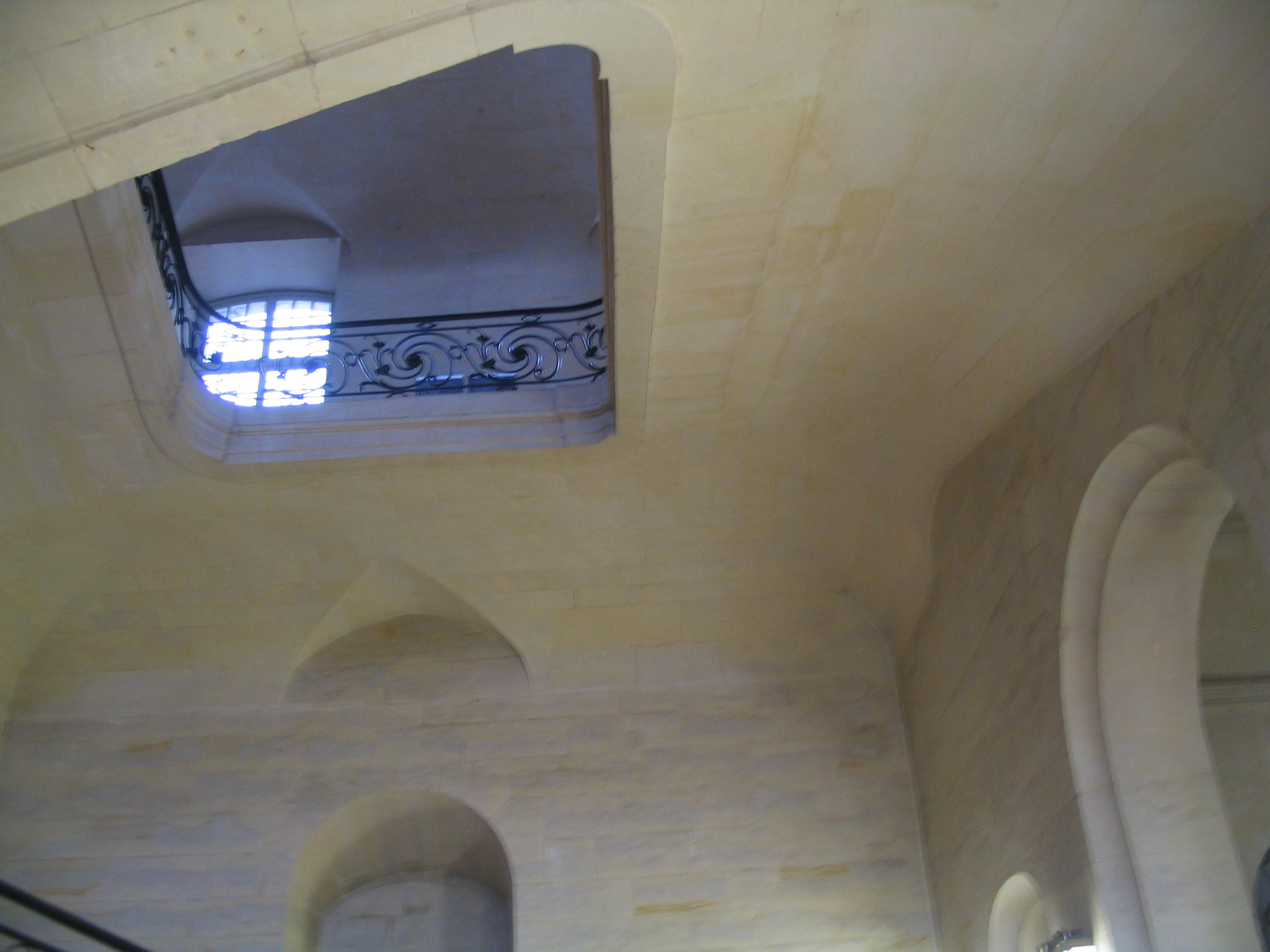
Dettaglio dello scalone d'onore. I blocchi di pietra di Caen sono posati senza malta, il sostegno della struttura è garantito solo dal preciso taglio e dalla forma dei blocchi

Alle pareti è appeso un quadro di Nicolas-Bernard Lépicié dipinto verso il 1760 e intitolato Lo sbarco Guglielmo in Inghilterra ("Guillaume débarquant en Angleterre"). La tavola rappresenta Guglielmo il Conquistatore al suo arrivo in Inghilterra prima della battaglia di Hastings in abito da condottiero romano. Il dipinto fu esposto per la prima volta al salone di pittura dell'Accademia reale di pittura e scultura, e valse all'autore l'accesso all'accademia stessa. I monaci decisero di acquistarlo come omaggio verso il fondatore dell'abbazia. Oltre a questa, altre opere di autori francesi del XVII e XVIII secolo ornano le pareti del refettorio, i temi raffigurati sono generalmente quelli tratti dalla vita di Cristo; tra i paesaggi particolarmente degni di nota sono due piccole tavole del XVII secolo intitolate La pesca e La mietitura.
Le pareti sono coperte fino metà altezza da pannelli in rovere chiaro sormontati da arabesque Luigi XV, differenti tra loro per tutta la lunghezza della sala. Al centro del soffitto pende un lampadario in vetro di Murano del XVIII secolo, originariamente adibito all'illuminazione della chiesa di Santo Stefano.
L'ala est e il refettorio sono collegate da uno scalone d'onore, costruito tra il 1760 e il 1764. Lo scalone è un capolavoro della stereotomia: la struttura è mantenuta stabile solo dalla pressione che le pietre, sapientemente tagliate, esercitano le une sulle altre. La sua tecnica costruttiva ispirò Charles Garnier nella realizzazione di quello per Opéra Garnier. Le balaustre della scala, del XVIII secolo, furono realizzate in ferro battuto da artigiani di Rouen; nello stesso materiale erano realizzate le griglie che separavano gli spazi comuni dalla clausura, quelle rimaste sono sormontate dal simbolo maurista «PAX» con al di sotto i tre chiodi della crocifissione e tutt'intorno la corona di spine.

#### Il palazzo d'ingresso
Questo edificio fu costruito sul lato occidentale dell'abbazia tra il 1730 e il 1734 per accogliere la portineria, gli uffici dei funzionari e il parlatorio.
Il parlatorio in particolare era un'ampia sala riscaldata adatta per accogliere gli ospiti laici in visita ai monaci. La forma della volta era particolarmente studiata per amplificare i suoni in modo che tutte le discussioni fossero perfettamente udibili dal monaco espressamente incaricato di ascoltarle da dietro una porta per poterle riferire al priore, la regola prevedeva infatti che non ci fossero segreti tra i confratelli.
Questa acustica è dovuta alla forma ovale del locale, all'assenza di pannelli e alla volta a cupola poggiata su dieci mensole scolpite. Dal giugno 1994 il vecchio parlatorio ha preso il nome di "Sala Joseph Poirier", dal nome del direttore della difesa civile che installò qui il suo posto di comando nel giugno 1944, e viene oggi utilizzato come sala di rappresentanza.
Negli anni 1960 venne sostituito il vecchio parquet originale con delle lastre di marmo poste in modo da realizzare un decoro ellissoidale con al centro una stella a dieci punte. Dal soffitto pendono due lampadari di cristallo del XVIII secolo, mentre due porte e tre armadi a muro in stile transizione sono scolpiti in rovere dall'ebanista François Poche. In particolare i tre armadi a muro portano ciascuno un grande medaglione con scene profane dipinto direttamente su legno da artisti della famiglia Restout.

### La spianata Jean-Marie Louvel (XVIII secolo)
Questo grande giardino alla francese è il frutto dei lavori di riqualificazione dei vecchi giardini portato a termine da Louis Bouket nel 1964. Il progetto si rifà al vecchio piano di Guillaume de La Tremblaye, il monaco architetto che aveva progettato gli edifici conventuali nel XVIII secolo. Come d'uso nei giardini alla francese, il tracciato è delimitato da una bordura di bosso (per una lunghezza totale di 1 545 metri) interrotta da 60 tassi potati in forma di cono. Le aiuole che compongono l'ampio giardino (11 920 m²) vengono rinnovate tre volte l'anno (piantagione primaverile, dei crisantemi ed autunnale): ad ogni nuova stagione vengono sostituite 21 500 piante.
Il nome della spianata è un omaggio a Jean-Marie Louvel, sindaco di Caen dal 1959 al 1970.

### Il convento della Visitazione (XIX secolo)
Durante la rivoluzione le suore dell'ordine della visitazione vennero cacciate dal loro monastero in via Caponière, a poche centinaia di metri dall'abbazia degli uomini, e nel 1810 trovarono alloggio negli edifici conventuali di quest'ultima. Il 24 giugno 1812 incominciarono i lavori di costruzione di una cappella provvisoria, seguita dalla costruzione di una seconda iniziata il 13 aprile 1833 e benedetta il 19 febbraio 1838. Nel 1889 le suore ricevettero un importante lascito con cui poterono finanziare una nuova terza cappella, quella attuale. Non è ben chiaro chi sia l'autore del progetto, sembra che il piano generale sia un'idea del monaco Esnault, elemosiniere dell'abbazia, e che la progettazione vera e propria fosse stata affidata all'architetto locale Edmond Hébert, anche se sul progetto definitivo compare la firma di tale Repine, architetto dei monumenti storici. Il 28 maggio 1890 il piano venne inviato all'autorità vescovile che accettò il preventivo. Il 21 giugno dello stesso anno iniziarono i lavori, la cappella venne terminata il 25 settembre 1892 e consacrata il 17 ottobre 1893.